# 23. Oktober
Der 23. Oktober ist der 296. Tag des gregorianischen Kalenders (der 297. in Schaltjahren), somit bleiben 69 Tage bis zum Jahresende.

## Ereignisse

### Politik und Weltgeschehen
- 0042 v. Chr.: In der Schlacht bei Philippi unterliegen die Heere der Caesar-Attentäter Brutus und Cassius den Verbänden des Triumvirats unter Oktavian und Marcus Antonius.
- 0424: Der erst fünfjährige Flavius Placidus Valentinianus wird in Thessaloniki zum Caesar erhoben.
- 0425: Mit der Ausrufung Valentinians III. zum Kaiser Westroms durch den oströmischen Kaiser Theodosius II. übernimmt dessen Mutter Galla Placidia die Regierungsgeschäfte.
- 1086: In der Schlacht bei Zallaqa schlägt das Heer der Almoraviden unter Yusuf ibn Taschfin das kastilische Ritterheer unter Alfons VI. vernichtend. In der Folge erobern die Almoraviden die Taifa-Königreiche in Andalusien.
- 1295: In Paris schließen Schottland und Frankreich einen Bündnisvertrag, worauf es zum Krieg zwischen England und Schottland kommt.
- 1520: Im Aachener Dom wird Karl V. zum römisch-deutschen König gekrönt.

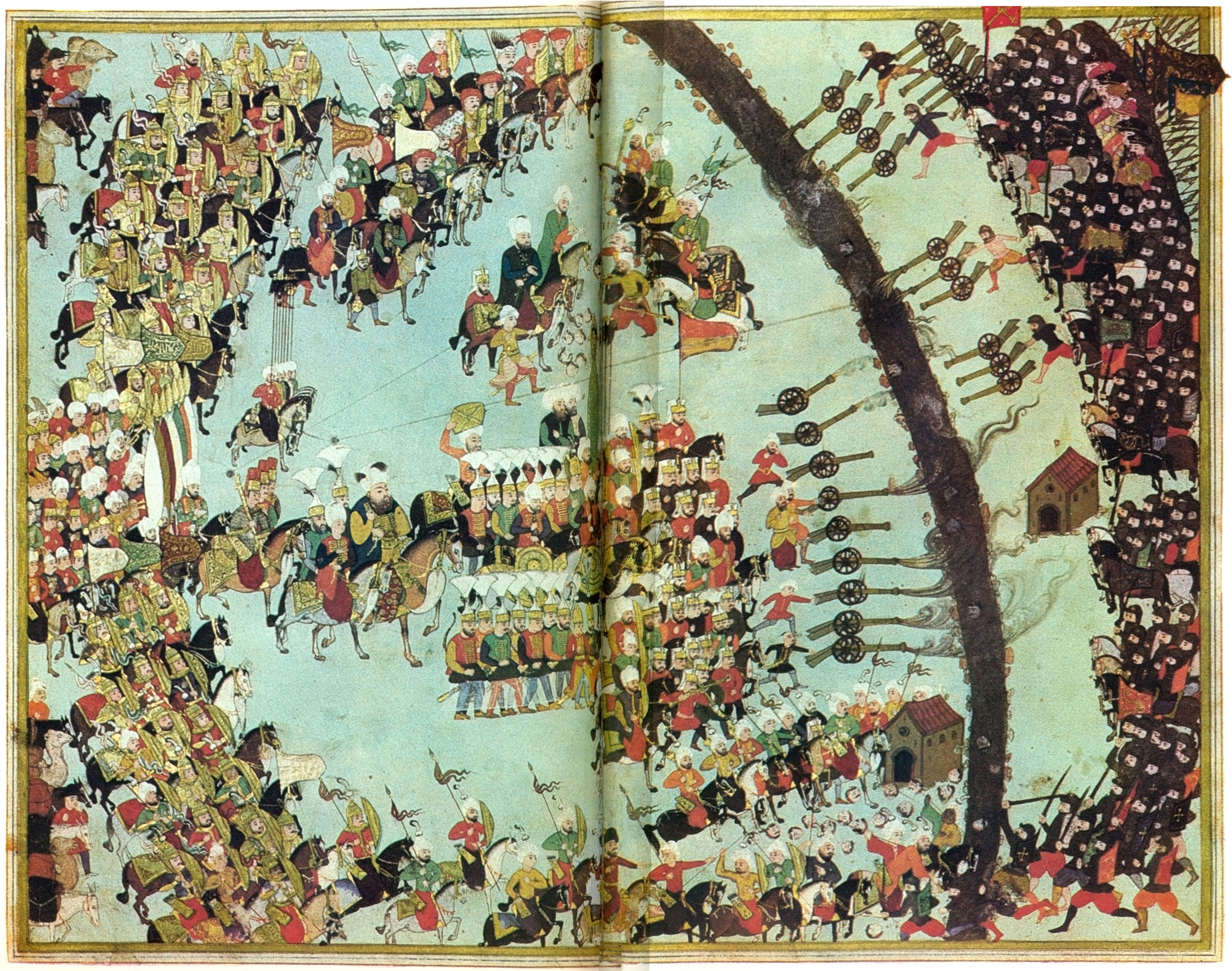
1596: Schlacht bei Mezőgeresztes

- 1596: Die Schlacht bei Mezőkeresztes im Langen Türkenkrieg beginnt. Sie dauert bis zum 26. Oktober.
- 1641: Mit der von Phelim O’Neill geführten Rebellion beginnen die Irischen Konföderationskriege.

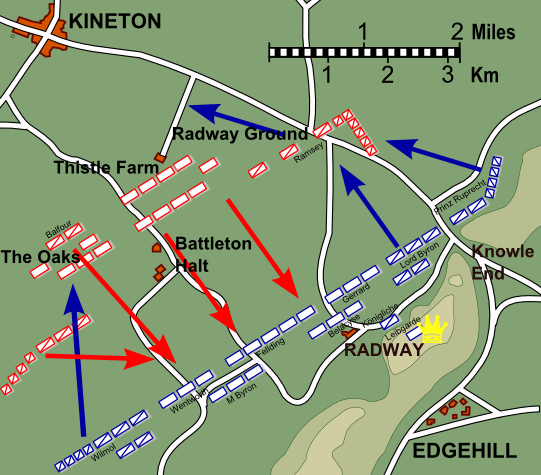
1642: Schlacht bei Edgehill

- 1642: Die Schlacht bei Edgehill ist die erste Feldschlacht des Englischen Bürgerkrieges. Ihr unentschiedener Ausgang nimmt den Royalisten die Möglichkeit, auf London zu marschieren und dadurch einen schnellen Sieg über die Parlamentarier zu erringen.

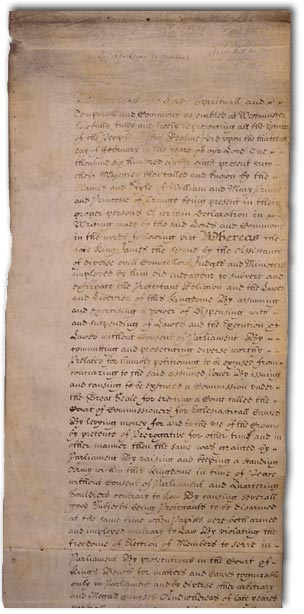
1689: The Bill of Rights

- 1689: Das neue englische Königspaar Wilhelm III. von Oranien und Maria II. erkennt die am 13. Februar vom englischen Parlament verabschiedete Declaration of Rights, die in die Bill of Rights mündet, an. Diese stärkt die Rechte des Parlaments gegenüber der Krone.
- 1702: In der Seeschlacht bei Vigo besiegt eine englisch-niederländische Flotte im Spanischen Erbfolgekrieg spanisch-französische Schiffe, die aus Kuba eingetroffene Schatzgaleonen im Hafen abschirmen. Die Angreifer versenken alle gegnerischen Schiffe und erbeuten noch nicht entladenes Silber aus den Galeonen.
- 1707: Das nach dem Act of Union neu gebildete britische Parlament tritt zu seiner ersten Sitzung zusammen.
- 1739: Mit der Kriegserklärung des britischen Premierministers Robert Walpole gegenüber Spanien setzt der Krieg um Jenkins’ Ohr ein.
- 1792: Im Kurfürstlichen Schloss zu Mainz wird der erste Jakobinerklub auf deutschem Boden gegründet.
- 1812: Maletverschwörung: Der französische General und überzeugte Republikaner Claude François de Malet unternimmt einen Staatsstreich, indem er auf Basis von gefälschten Dokumenten die Nachricht vom Tod Napoleon Bonapartes bei dessen Rückzug vom gescheiterten Russlandfeldzug verbreitet. Der Plan misslingt jedoch, Malet und seine Mitverschwörer werden verhaftet und am 29. Oktober hingerichtet.
- 1848: Das in der Zeit der Deutschen Revolution vom Oktoberaufstand erfasste Wien wird von konterrevolutionären Truppen unter dem Befehl von Joseph Jelačić von Bužim und Alfred I. zu Windisch-Graetz eingeschlossen.
- 1911: Im Italienisch-Türkischen Krieg wird erstmals militärische Aufklärung aus der Luft betrieben. Der Italiener Carlo Piazza überfliegt zur Feindbeobachtung eine türkische Stellung bei Bengasi.
- 1915: Im Ersten Weltkrieg torpediert das britische U-Boot E8 in der Ostsee das deutsche Kriegsschiff Prinz Adalbert. Mit dem Großen Kreuzer gehen 672 Besatzungsmitglieder verloren, nur drei Mann überleben den Schiffsuntergang einige Seemeilen vor Libau.
- 1921: Bei seinem zweiten Restaurationsversuch in Ungarn kommt es bei Budaörs zu einem Scharmützel zwischen Einheiten des ehemaligen Königs Karl I. und ungarischen Truppen. Um einen Bürgerkrieg zu vermeiden, kapituliert Karl.
- 1923: Der Hamburger Aufstand, mit dem die KPD die Macht in der Weimarer Republik an sich reißen will, wird noch am selben Tag niedergeschlagen.
- 1940: Konferenz von Hendaye: Adolf Hitler trifft mit Francisco Franco im französischen Hendaye zusammen, um ihn, letztendlich erfolglos, zum Eintritt in den Zweiten Weltkrieg auf Seiten der Achsenmächte zu bewegen.

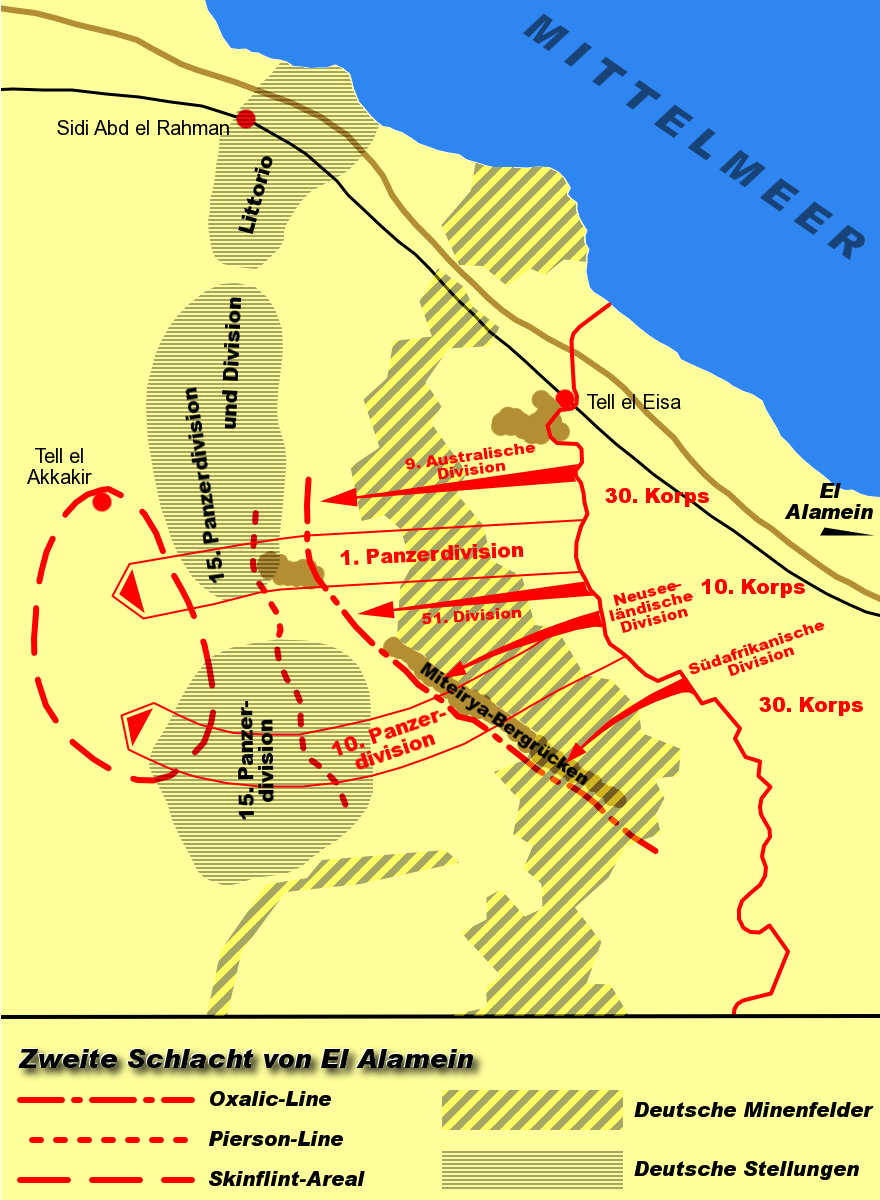
1942: Zweite Schlacht von El Alamein

- 1942: Afrikafeldzug: Im Zweiten Weltkrieg beginnt die britische 8. Armee mit der zweiten Schlacht von El Alamein ihre Gegenoffensive, die in der Folge zum Rückzug der deutsch-italienischen Panzerarmee Afrika führt.
- 1944: Im Pazifikkrieg beginnt die See- und Luftschlacht im Golf von Leyte. Die Kaiserlich Japanische Marine versucht, die alliierte Landungsoperation auf den Philippinen abzuwehren.
- 1952: In Deutschland wird die Sozialistische Reichspartei (SRP) wegen ihrer offenen Bezugnahme auf die NSDAP verboten.
- 1953: In Mainz präsentieren die US-Streitkräfte ihre neue atomare Artillerie mit einer Reichweite von 32 km.
- 1954: Die Pariser Verträge werden unterzeichnet. Darin sind enthalten:
  - der Deutschlandvertrag, über die Souveränität Deutschlands.
  - die Erweiterung des Brüsseler Pakts und dessen Umwandlung in die Westeuropäische Union (WEU).
  - der Beitritt Deutschlands zur WEU und der NATO.
  - das Europäische Saarstatut zur Europäisierung des Saarlandes.
- 1955: In Oberösterreich finden die ersten Landtagswahlen nach dem Abzug der Alliierten aus Österreich statt.
- 1955: Bei der Volksabstimmung über das Europäische Saarstatut wird dieses von der Bevölkerung des Saargebiets abgelehnt, Ministerpräsident Hoffmann tritt zurück.
- 1956: Aus einer studentischen Großdemonstration in Budapest entwickelt sich der Ungarische Volksaufstand.
- 1975: Die Armee Südafrikas greift in den Bürgerkrieg in Angola ein. Der mit Billigung der USA erfolgte Truppeneinmarsch soll die Position der Nationalen Front zur Befreiung Angolas (FNLA) stärken.
- 1983: Im Libanon werden während des Bürgerkriegs bei zwei Selbstmordanschlägen auf die Hauptquartiere der US-amerikanischen und französischen Truppen 241 US-Soldaten und 58 französische Fallschirmjäger getötet.
- 1989: Mit der Ausrufung der Ungarischen Republik und dem Inkrafttreten einer neuen Verfassung endet die Volksrepublik Ungarn.
- 1991: Die kambodschanischen Bürgerkriegsparteien unterzeichnen die Pariser Friedensverträge.
- 2002: Im Moskauer Dubrowka-Theater nehmen tschetschenische Terroristen während einer Aufführung des Musicals Nord-Ost etwa 800 Geiseln.
- 2005: In Polen gewinnt der Nationalkonservative Lech Kaczyński die Stichwahl um das Präsidentenamt gegen Donald Tusk, der im ersten Wahlgang die meisten Stimmen erhalten hatte.
- 2005: In Wien finden Landtags- und Gemeinderatswahlen statt, bei denen die regierende SPÖ ihre absolute Mehrheit ausbaut.
- 2011: In der Schweiz finden National- und Ständeratswahlen statt, bei denen die SVP und die Grünen genauso wie die CVP und die FDP Sitze verlieren, während die Grünliberalen, die SP und die BDP Sitzgewinne verbuchen können.

### Wirtschaft
- 1949: In Österreich wird erstmals im Sporttoto auf Fußballergebnisse gewettet. Das Sporttotogesetz sieht die jährliche Verwendung der Überschüsse aus allen Spielrunden zur Sportförderung vor.
- 1971: Daimler-Benz meldet seine Entwicklung des Airbag als Aufprallschutzvorrichtung für den Insassen eines Kraftfahrzeugs für ein deutsches Patent an.
- 1998: Die Swatch-Internetzeit wird von Swatch und dem Entwickler des Systems Nicholas Negroponte ins Leben gerufen.
- 2001: Der erste iPod mit 5-GB-Festplatte wird vorgestellt.

### Wissenschaft und Technik

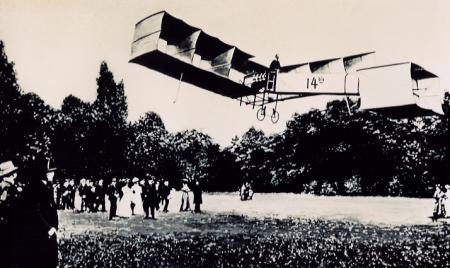
1906: 14-bis im Flug

- 1906: Alberto Santos-Dumont gelingt mit dem Motorflugzeug 14-bis ein 50 Meter weiter Flug. Er gewinnt damit den Archdeacon-Preis mit einer Dotierung von 3.500 Francs für den ersten Motorflug über 25 Meter.
- 1922: Der heutige Stuttgarter Hauptbahnhof geht in Betrieb.
- 1934: Eine italienische M.C.72 stellt mit 709,209 km/h den bis heute bestehenden Weltrekord für propellergetriebene Wasserflugzeuge auf.
- 1944: Im polnischen Lublin wird die Maria-Curie-Skłodowska-Universität gegründet.
- 1970: Erstmals erreicht ein Landfahrzeug eine Geschwindigkeit von mehr als 1000 Kilometer pro Stunde. In der Großen Salzwüste im US-Bundesstaat Utah setzt Gary Gabelich im Raketenauto Blue Flame diesen Meilenstein in der Geschichte der Technik.
- 2011: Der bislang schwerste deutsche Satellit ROSAT wird beim Wiedereintritt in die Erdatmosphäre zerstört. Er war von 1990 bis 1999 in Betrieb.

### Kultur
- 1754: Die Uraufführung der Oper Anacréon von Jean-Philippe Rameau findet in Fontainebleau statt.
- 1951: Die ersten sechs Bände der Bibliothek Suhrkamp erscheinen. Die Buchreihe konzipiert der Verleger Peter Suhrkamp für eine Leser-Elite.
- 1958: Im belgischen Magazin Spirou veröffentlicht der Zeichner Peyo erstmals einen Comic mit den Schlümpfen in einer Nebenrolle.
- 1970: Der erste Teil der Schulmädchen-Report-Reihe, die als erfolgreichste deutsche Kinoproduktion gilt, hat Premiere.
- 1972: Die Uraufführung der Oper Elisabeth Tudor von Wolfgang Fortner findet in Berlin statt.

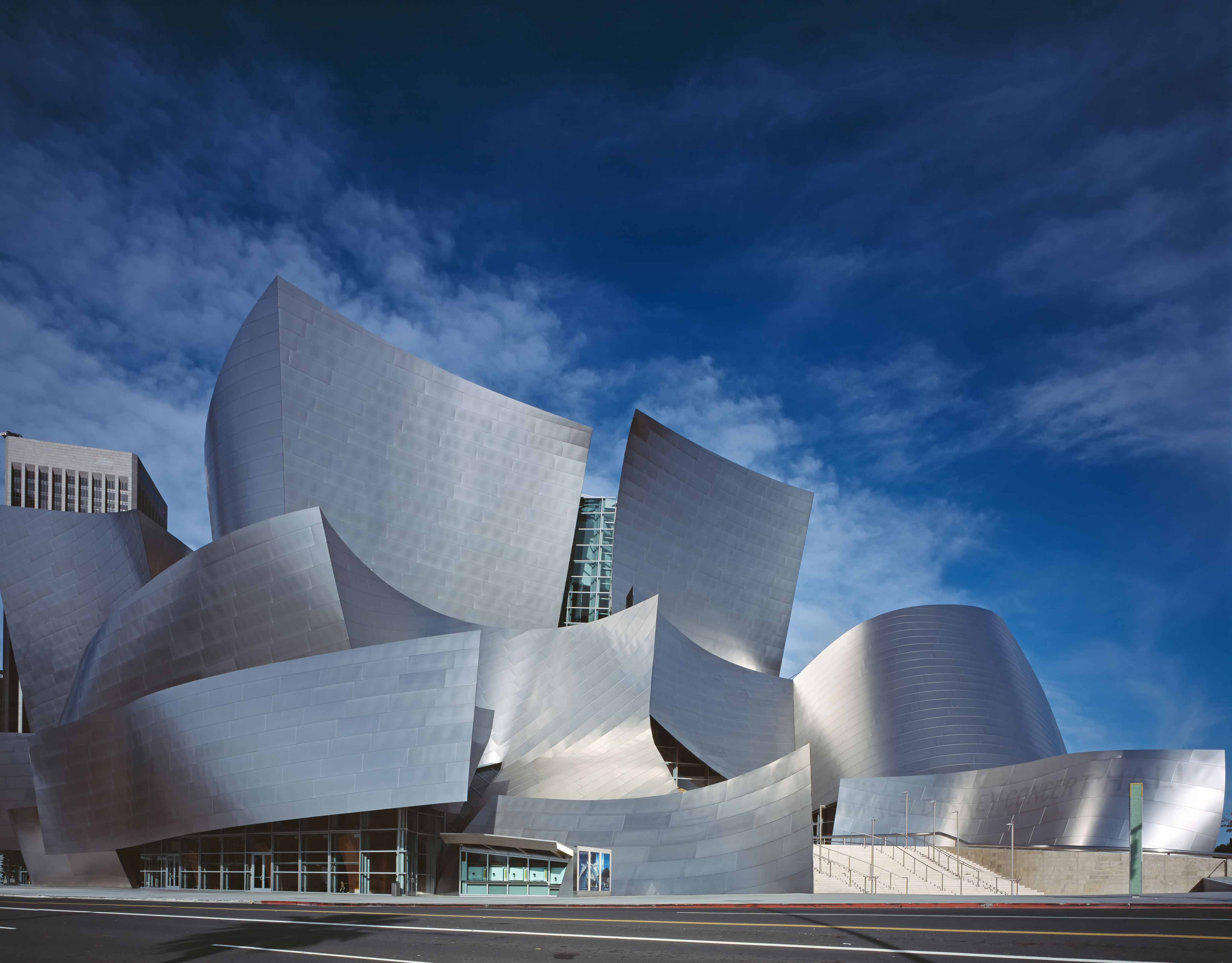
2003: Walt Disney Concert Hall

- 2003: In Los Angeles wird die nach Plänen des Architekten Frank Gehry erbaute Walt Disney Concert Hall eröffnet.
- 2005: Der türkische Autor Orhan Pamuk erhält den Friedenspreis des Deutschen Buchhandels.

### Gesellschaft

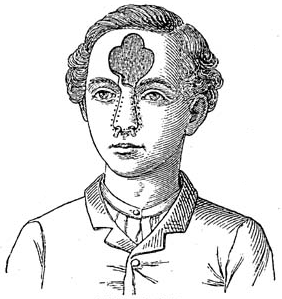
1814: Rhinoplastik

- 1814: Der Arzt Joseph Constantine Carpue wendet in Großbritannien zur Rhinoplastik erstmals die Methode Indische Nasenplastik bei einer Nasen-Schönheitsoperation an.
- 1829: In der fertiggestellten Strafanstalt Eastern State Penitentiary in Philadelphia werden die ersten Häftlinge aufgenommen.
- 1863: In Turin wird auf Initiative von Quintino Sella der Club Alpino Italiano gegründet.
- 1902: Max Brod trifft in der „Lese- und Redehalle der deutschen Studenten in Prag“ Franz Kafka, als dieser dort einen Vortrag über Arthur Schopenhauer hielt. Eine lebenslange Freundschaft beginnt.
- 1935: Die Killer Emanuel Weiss und Charles Workman geben in Newark (New Jersey) im Auftrag ranghoher Bosse des Organisierten Verbrechens auf den Mobster Dutch Schultz, dessen Buchhalter Otto Berman und zwei weitere Bandenangehörige tödliche Schüsse ab.
- 2012: Während der Dreharbeiten zum Film Under the Skin entsteht das Foto Scarlett Johansson Falling Down, das sich ein Jahr später zu einem Internetphänomen entwickeln wird.

### Religion
- 4004 v. Chr.: Schöpfungsglaube: Nach Berechnungen des anglikanischen Theologen James Ussher wird an diesem Tag das Universum von Gott erschaffen.
- 0585: Die Synode von Mâcon erklärt den bisher freiwilligen Kirchenzehnt zur Pflicht.
- 1848: In Würzburg beginnt die erste Deutsche Bischofskonferenz.
- 1988: Niels Stensen, lateinisch Nicolaus Steno, dänischer Priester und Bischof, wird von Papst Johannes Paul II. seliggesprochen.
- 1996: Papst Johannes Paul II. akzeptiert die Vereinbarkeit zwischen Theistischer Evolution und Darwinscher Evolutionstheorie beim christlichen Glauben mit der Bemerkung, dass es sich bei ihr um mehr als nur eine Hypothese handle.

### Katastrophen
- 1940: Der Hurtigruten-Passagierdampfer Prinsesse Ragnhild wird kurz nach dem Ablegen in Bodø vor der Insel Landegode von einer Explosion erschüttert und sinkt. Die Ursache ist bis heute unklar. 299 Menschen sterben.
- 2004: Beim Chūetsu-Erdbeben, dem schwersten Erdbeben seit über 70 Jahren, mit der Magnitude 6,8 sterben in Niigata, Japan, über 20 Menschen, etwa 1500 werden verletzt.
- 2011: Bei einem Erdbeben im Osten der Türkei werden mehr als 600 Menschen getötet.

Kleinere Unglücksfälle sind in den Unterartikeln von Katastrophe und in der Liste von Katastrophen aufgeführt.

### Sport

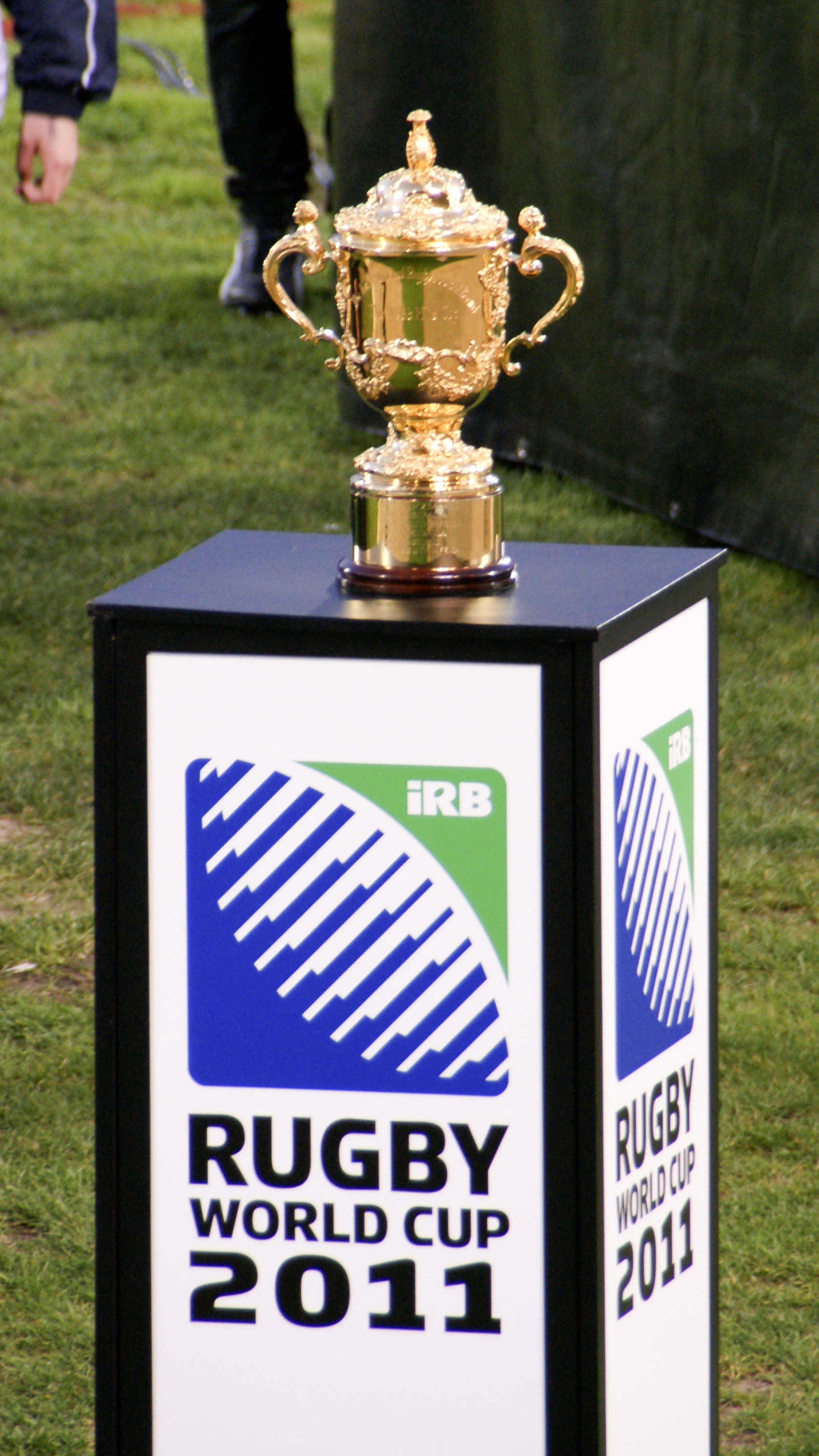
2011: Siegerpokal

- 2011: Mit einem 8:7-Finalsieg gegen Frankreich gewinnt Gastgeber Neuseeland die Rugby-Union-Weltmeisterschaft.

Einträge von Leichtathletik-Weltrekorden befinden sich unter der jeweiligen Disziplin unter Leichtathletik.

## Geboren

### Vor dem 18. Jahrhundert

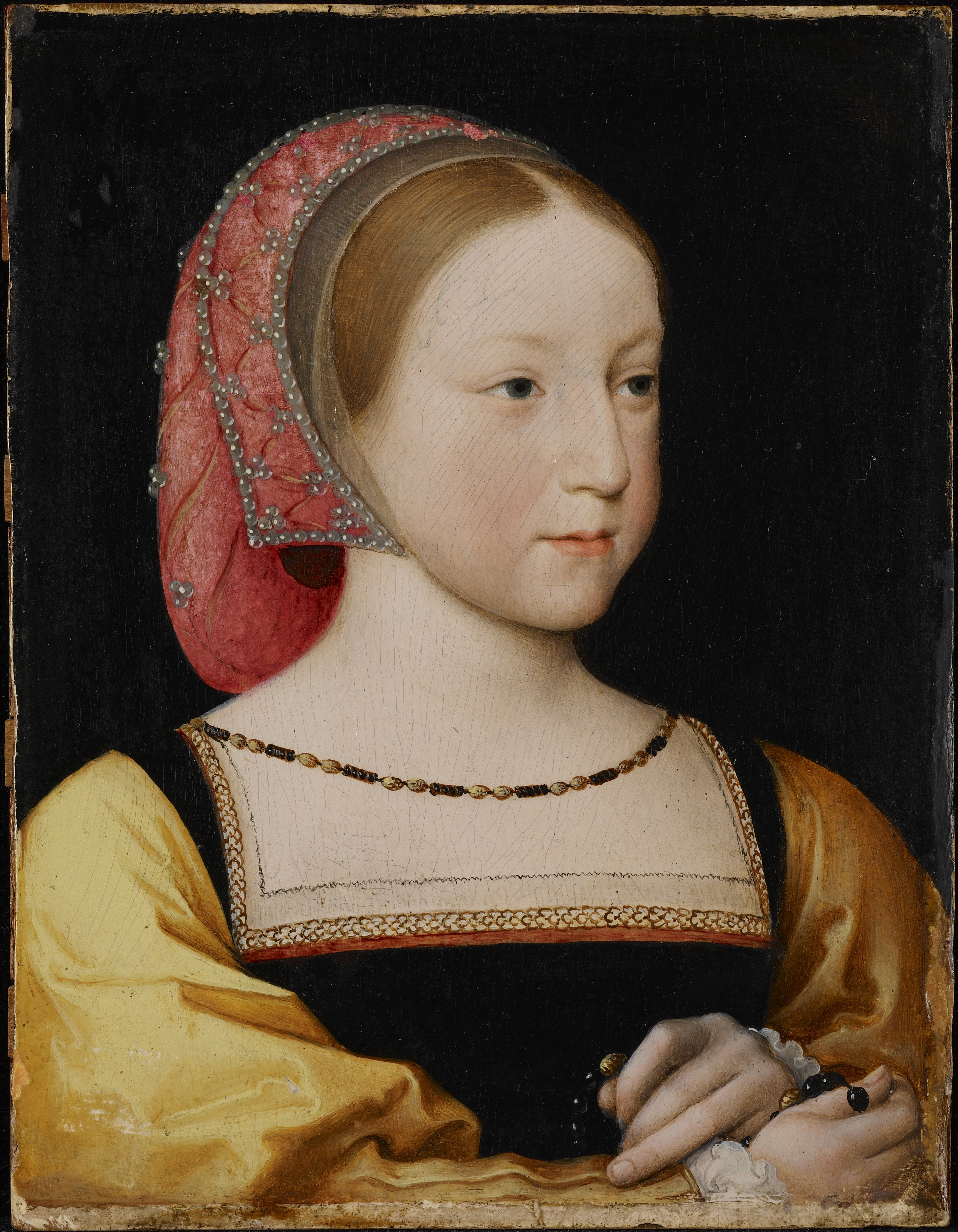
Charlotte von Frankreich (* 1516)

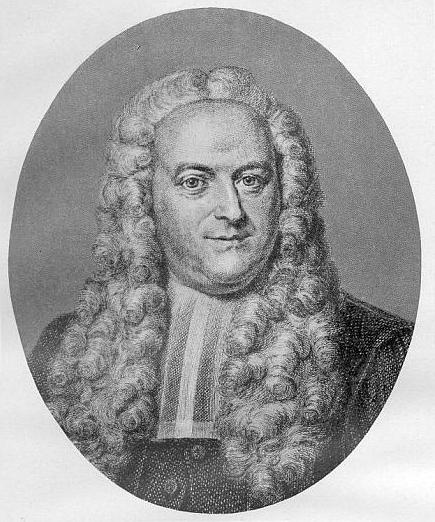
Pieter Burman der Jüngere (* 1713)

- 1516: Charlotte von Frankreich, Prinzessin von Frankreich
- 1532: Joachim Cureus, deutscher theologischer Schriftsteller, Historiker und Mediziner
- 1550: Maria Andreae, deutsche Arznei- und Heilkundige
- 1554: Georg Limnäus, deutscher Mathematiker, Astronom und Bibliothekar
- 1561: Johann Konrad von Gemmingen, Fürstbischof von Eichstätt
- 1572: Konrad Bachmann, deutscher Literaturwissenschaftler, Historiker und Bibliothekar
- 1603: Hieronymus von Dorne, deutscher Jurist, Orientreisender und Stadthauptmann von Mölln
- 1636: Hedwig Eleonora von Schleswig-Holstein-Gottorf, Königin von Schweden
- 1638: Elisabeth Marie Charlotte von Pfalz-Simmern, Herzogin von Brieg
- 1663: Eleonore Juliane von Brandenburg-Ansbach, Herzogin von Württemberg-Winnental
- 1677: Rudolf Franz Erwein von Schönborn, deutscher Politiker und Diplomat
- 1689: Johann Christoph Freiherr von Bartenstein, österreichischer Staatsmann und Diplomat deutscher Herkunft
- 1695: François de Cuvilliés der Ältere, französischer Baumeister
- 1698: Ange-Jacques Gabriel, französischer Architekt

### 18. Jahrhundert
- 1705: Maximilian Ulysses Browne, österreichischer Feldmarschall irischer Abstammung
- 1713: Pieter Burman der Jüngere, niederländischer Philologe
- 1713: Johann Wendler, deutscher Buchhändler, Verleger und Stifter
- 1715: Peter II., russischer Zar
- 1723: Jean Baptiste Feronce von Rotenkreutz, Staatsmann im Fürstentum Braunschweig-Wolfenbüttel
- 1727: Cäcilia Weber, Schwiegermutter von Wolfgang Amadeus Mozart
- 1729: Charles Grey, 1. Earl Grey, britischer General
- 1734: Nicolas Edme Restif de la Bretonne, französischer Schriftsteller
- 1750: Thomas Pinckney, US-amerikanischer Soldat, Politiker und Diplomat
- 1752: Maria Anna Adamberger, österreichische Schauspielerin
- 1756: François Chabot, französischer Revolutionär
- 1756: Thomas Legler, Schweizer Politiker
- 1759: Sivert Knudsen Aarflot, norwegischer Lehrer, Bauer, Naturforscher, Autor, Verleger, Buchdrucker und Lensmann
- 1765: Anton Wilhelm Stephan Arndts, deutscher Professor
- 1766: Emmanuel de Grouchy, französischer General und Marschall von Frankreich
- 1769: James Ward, englischer Maler
- 1780: Joseph Alois Graf von Attems-Heiligenkreuz, österreichischer Feldmarschalleutnant und Landkomtur des Deutschen Ordens
- 1783: George Watterston, US-amerikanischer Leiter der Bibliothek des US-Kongress
- 1796: Stefano Franscini, Schweizer Politiker
- 1797: Jan Jacob Rochussen, Gouverneur von Niederländisch-Indien
- 1799: Gottfried Wilhelm Lehmann, Mitbegründer der deutschen Baptistengemeinden
- 1800: Sampson Avard, britischer Theologe

### 19. Jahrhundert

#### 1801–1850

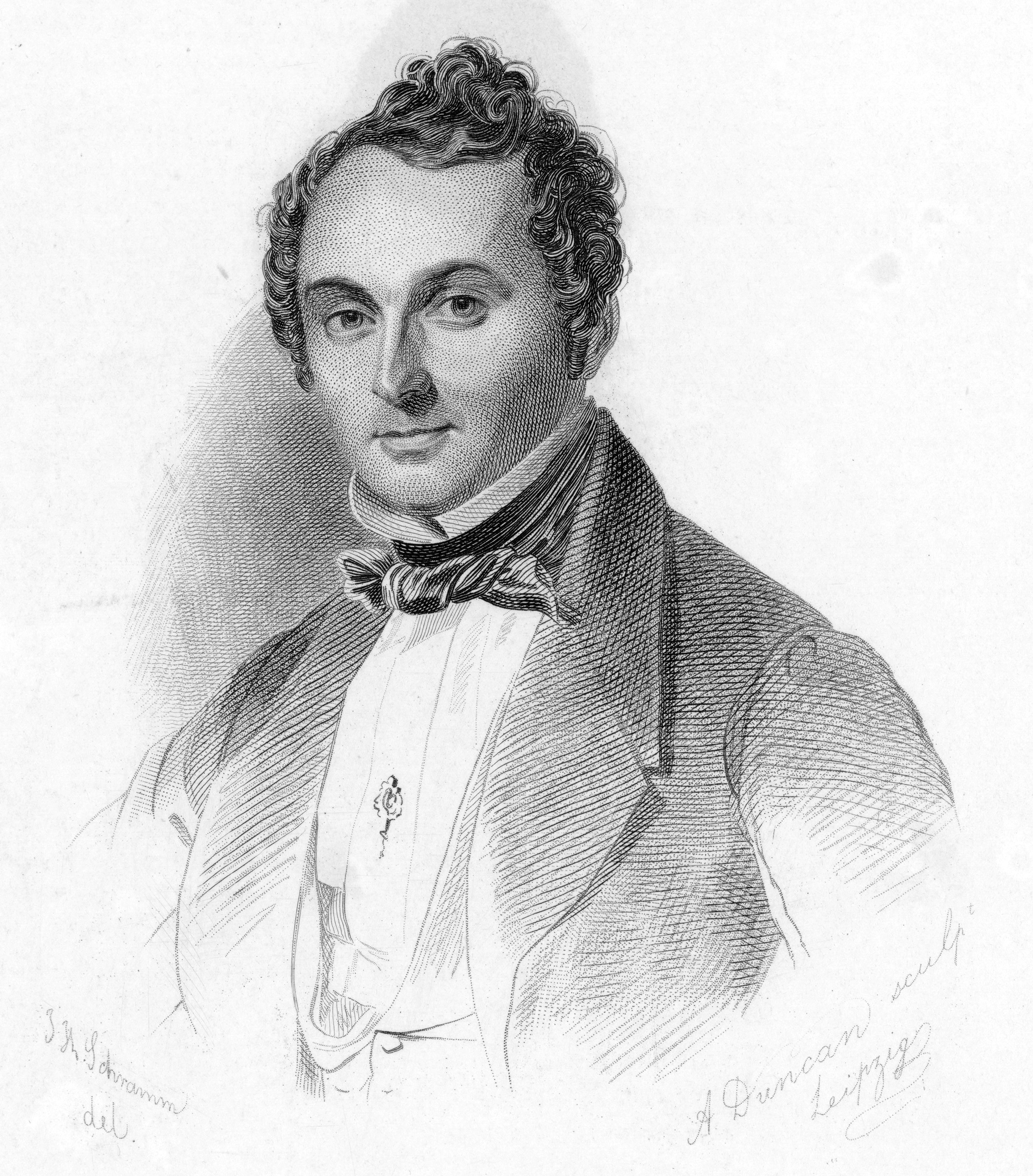
Albert Lortzing (* 1801)

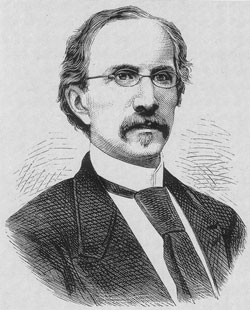
Carl Feer-Herzog (* 1820)

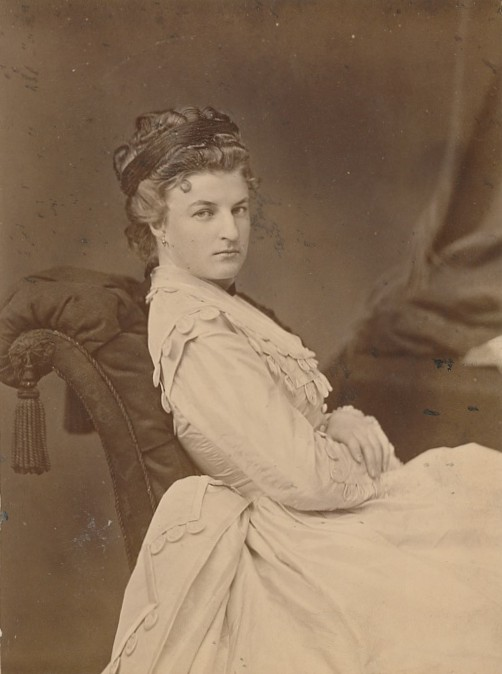
Amalie von Sachsen-Coburg und Gotha (* 1848)

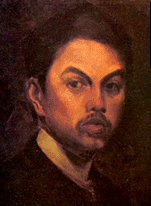
Juan Luna
(* 1857)

- 1801: Peter Wilhelm Forchhammer, deutscher Altphilologe und Archäologe
- 1801: Albert Lortzing, deutscher Komponist
- 1805: Adalbert Stifter, österreichischer Schriftsteller
- 1806: Louis Ferdinand von Rayski, deutscher Maler
- 1813: Ludwig Leichhardt, deutscher Australienforscher
- 1817: Pierre Larousse, französischer Lehrer
- 1818: Johann Georg Förster, deutscher Orgelbauer
- 1818ː Maximiliane von Oriola, Berliner Salonière
- 1820: Carl Feer-Herzog, Schweizer Politiker, Unternehmer und Eisenbahnpionier
- 1821: Max von Forckenbeck, deutscher Politiker
- 1822: Charles Albert Fechter, französisch-britischer Schauspieler
- 1823: Wilhelm Heyd, deutscher Bibliothekar und Historiker
- 1825: Caspar Butz, deutschamerikanischer Schriftsteller und Politiker
- 1825: Apolinary Kątski (Apollinaire de Kontski), polnischer Violinist, Komponist und Musikpädagoge
- 1825: Julius Kühn, deutscher Agrarwissenschaftler
- 1828: Turner Ashby, US-amerikanischer Oberst
- 1829: Max Müller, deutscher Mediziner
- 1834: Hermann Usener, deutscher Altphilologe und Religionswissenschaftler
- 1835ː Pauline Thys-Lebault, französische Komponistin
- 1844: Wilhelm Leibl, deutscher Maler
- 1848: Amalie von Sachsen-Coburg und Gotha, Herzogin in Bayern

#### 1851–1900
- 1851: Guillaume Couture, kanadischer Musikpädagoge, Musikkritiker, Dirigent, Chorleiter, Komponist, Organist und Sänger
- 1857: Juan Luna, philippinischer Maler
- 1861: Wilhelm Wrage, deutscher Maler
- 1864: Achille Fortier, kanadischer Komponist und Musikpädagoge
- 1868: Ernst Würtenberger, deutscher Porträt- und Genremaler, Grafiker, Kunsttheoretiker und Professor
- 1869: Albert Roberval, kanadischer Sänger, Dirigent, Theaterleiter und Musikpädagoge
- 1870: Emil Hardmeier, Schweizer Lehrer und Politiker, Nationalrat
- 1871: Gjergj Fishta, albanischer Franziskanerpater, Dichter und Übersetzer
- 1871: João Gomez de Araújo, brasilianischer Komponist

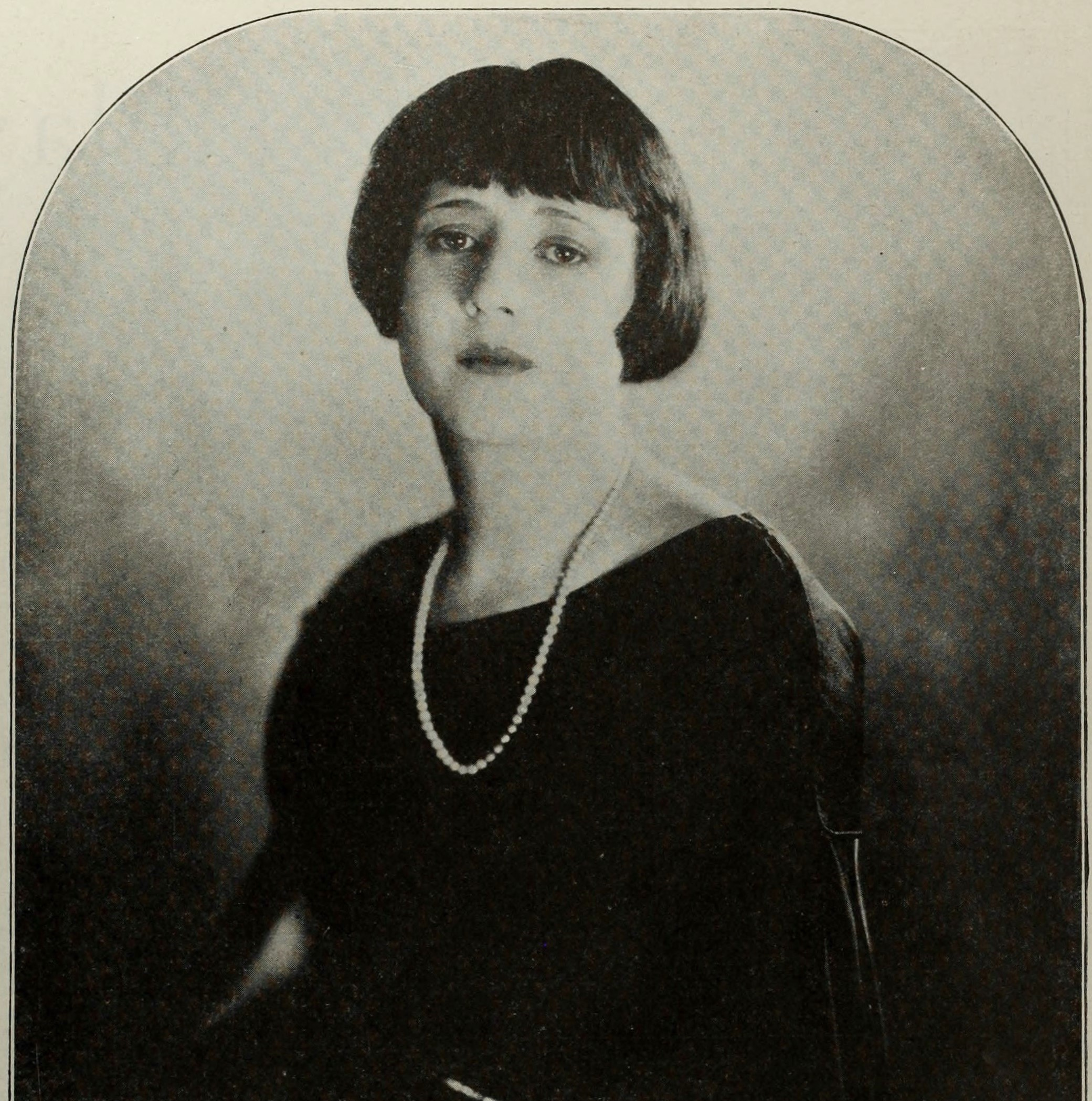
Jean Acker (* 1893)

- 1873: William David Coolidge, US-amerikanischer Physiker
- 1874: Helma Heynsen-Jahn, deutsche Porträtmalerin
- 1875: Gilbert Newton Lewis, US-amerikanischer Physikochemiker
- 1875: Mathilde Satz, deutsche Künstlerin
- 1877: Ludwig Herbert Gustav Emil Arnsperger, deutscher Chirurg
- 1877: H. Benne Henton, US-amerikanischer Saxophonist
- 1880: Dominikus Böhm, deutscher Architekt
- 1884: Wilbur Louis Adams, US-amerikanischer Politiker, Mitglied des Repräsentantenhauses
- 1885: Paul Lehmann-Brauns, deutscher Kunstmaler
- 1886: Edwin Boring, US-amerikanischer Experimentalpsychologe
- 1886: Peter Bratschi, Schweizer Politiker, Hörspielautor und Mundartdichter
- 1886: Ernest Friederich, französischer Automobilrennfahrer und Mechaniker
- 1886: Karl Hartleb, österreichischer Politiker, LAbg, Nationalrat
- 1886: Karl Schenker, deutsch-britischer Fotograf und Zeichner
- 1890: Eberhard Wildermuth, deutscher Politiker, MdL, Landesminister, MdB und Bundesminister
- 1892: Seymour Felix, US-amerikanischer Showtänzer und Choreograph
- 1892: Gummo Marx, US-amerikanischer Schauspieler
- 1893: Jean Nicolas Joseph Absil, belgischer Komponist
- 1893: Jean Acker, US-amerikanische Schauspielerin
- 1894: Ludger Westrick, deutscher Unternehmer und Politiker, Chef des Bundeskanzleramtes, Bundesminister
- 1895: Clinton Presba Anderson, US-amerikanischer Politiker, Mitglied des Repräsentantenhauses, Minister, Senator
- 1895: Mildgitha Bachleitner, deutsche Ordensfrau
- 1898: Gertrud Brendler, deutsche Schauspielerin
- 1899: Hans Lehnert, deutscher Jurist und Widerstandskämpfer
- 1900: Victor Denis, belgischer Ruderer

### 20. Jahrhundert

#### 1901–1925

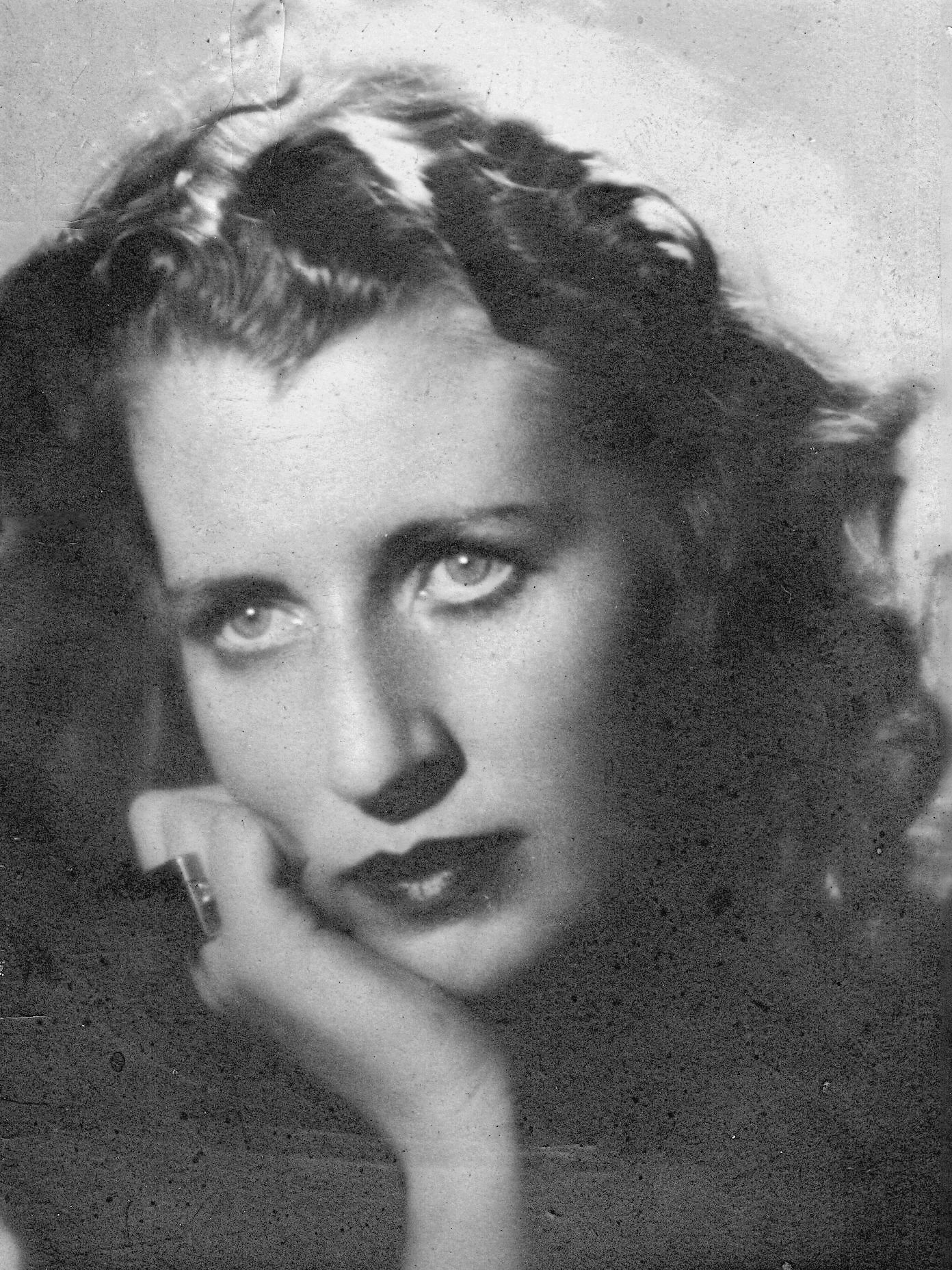
Norah Lange (* 1905)

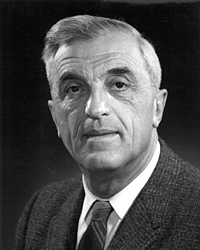
Felix Bloch (* 1905)

- 1901: Albert Johann Anthony, deutscher Internist und Hochschullehrer
- 1902: Otmar Nussio, Schweizer Dirigent und Komponist
- 1904: Anni Berger, deutsche Rosenzüchterin
- 1904: André Chailleux, französischer Organist und Komponist
- 1905: Felix Bloch, schweizerisch-US-amerikanischer Physiker, Nobelpreisträger
- 1905: Norah Lange, argentinische Schriftstellerin
- 1907: Ralph B. Atkinson, US-amerikanischer Filmtechniker und Filmproduzent
- 1907: Annemarie Schradiek, deutsche Schauspielerin
- 1908: Ilja Michailowitsch Frank, russischer Physiker, Nobelpreisträger
- 1909: Champion Jack Dupree, US-amerikanischer Musiker, Sänger und Songschreiber
- 1910: Richard Mortensen, dänischer Maler
- 1912: Helmut Beumann, deutscher Historiker
- 1914: Frank Kinard, US-amerikanischer American-Football-Spieler und -Trainer
- 1914: Otto Koenig, österreichischer Verhaltensforscher, Zoologe und Schriftsteller
- 1916: Philip Rosenthal, deutscher Unternehmer und Politiker, MdB
- 1918: Ulrik Neumann, dänischer Gitarrist, Sänger, Komponist und Filmschauspieler
- 1919: Manolis Andronikos, griechischer Archäologe
- 1919: Rodrigo Arenas Betancur, kolumbianischer Schriftsteller und Bildhauer
- 1920: Gianni Rodari, italienischer Schriftsteller
- 1920ː Kaija Sirén, finnische Architektin
- 1921: İlhan Usmanbaş, türkischer Komponist
- 1922: Jean Barker, Baroness Trumpington, britische Politikerin
- 1922: Gerhard Bronner, österreichischer Komponist, Musiker und Kabarettist
- 1922: Coleen Gray, US-amerikanische Schauspielerin
- 1923: Ned Rorem, US-amerikanischer Komponist
- 1924: Fritz Haller, Schweizer Architekt und Möbeldesigner
- 1925: Johnny Carson, US-amerikanischer Fernsehmoderator
- 1925: José Freire Falcão, brasilianischer Geistlicher, Erzbischof von Brasilia, Kardinal
- 1925: Jochen Müller, deutscher Fußballspieler

#### 1926–1950
- 1926: Larry Crockett, US-amerikanischer Automobilrennfahrer
- 1927: Hans Batz, deutscher Politiker, MdB
- 1927: Edward Kienholz, US-amerikanischer Künstler
- 1927: Leszek Kołakowski, polnischer Publizist und Philosoph
- 1928: Mario Alborghetti, italienischer Automobilrennfahrer
- 1928: Karl Heinz Bender, deutscher Schauspieler, Hörspielsprecher und Moderator
- 1928: Günter Vojta, deutscher theoretischer Physiker
- 1929: Leonard Freed, US-amerikanischer Fotograf
- 1929: Tamas Gamqrelidse, georgischer Linguist und Orientalist
- 1930: Boozoo Chavis, US-amerikanischer Musiker
- 1930: Hilmar Þorbjörnsson, isländischer Leichtathlet
- 1931: Jim Bunning, US-amerikanischer Baseballspieler und Politiker, Senator von Kentucky
- 1931: Diana Dors, britische Schauspielerin
- 1931: Donald Hadfield, kanadischer Organist, Chorleiter und Kirchenmusiker
- 1932: Dimitra Arliss, US-amerikanische Schauspielerin

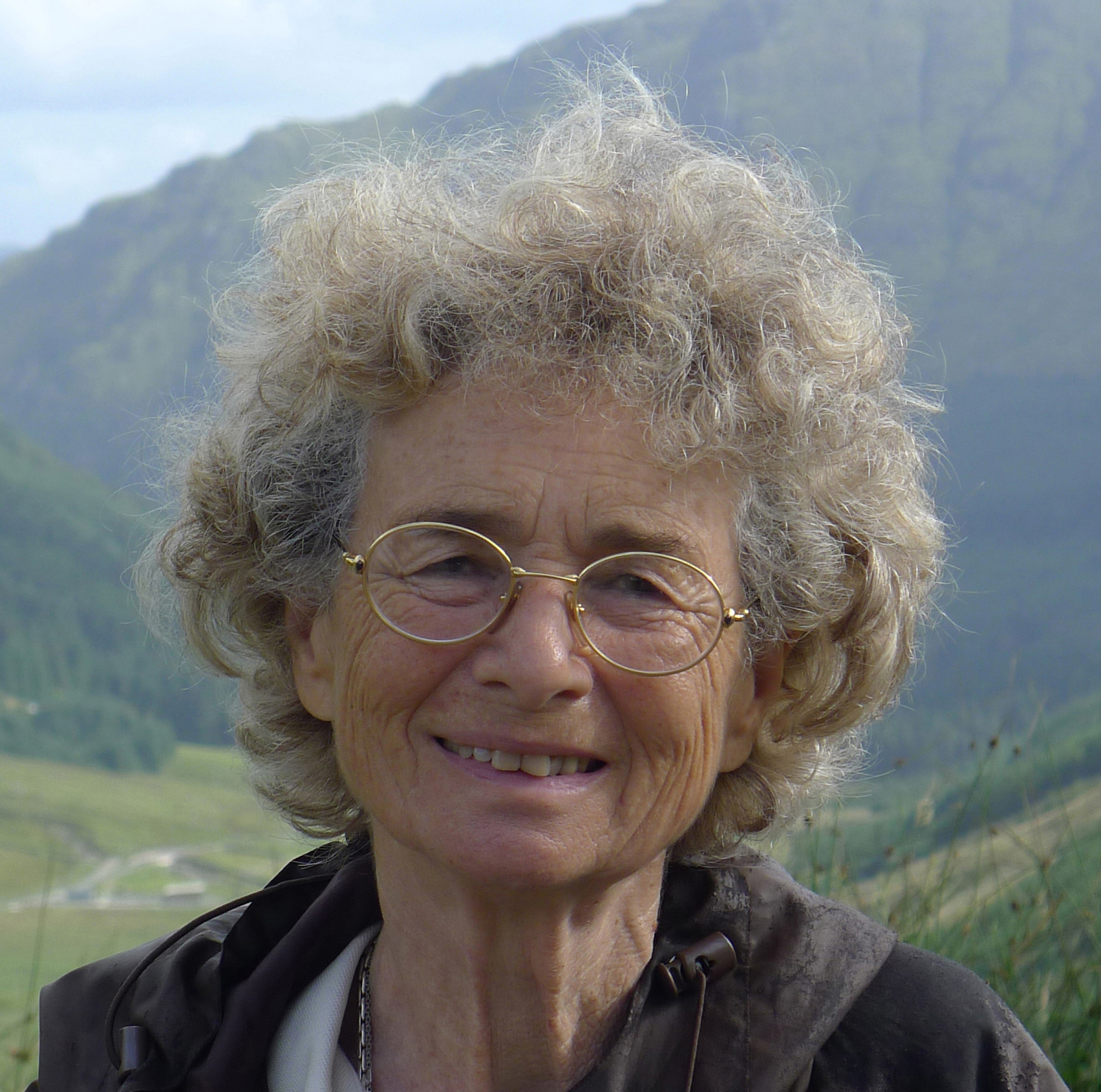
Isabelle Aboulker (* 1938)

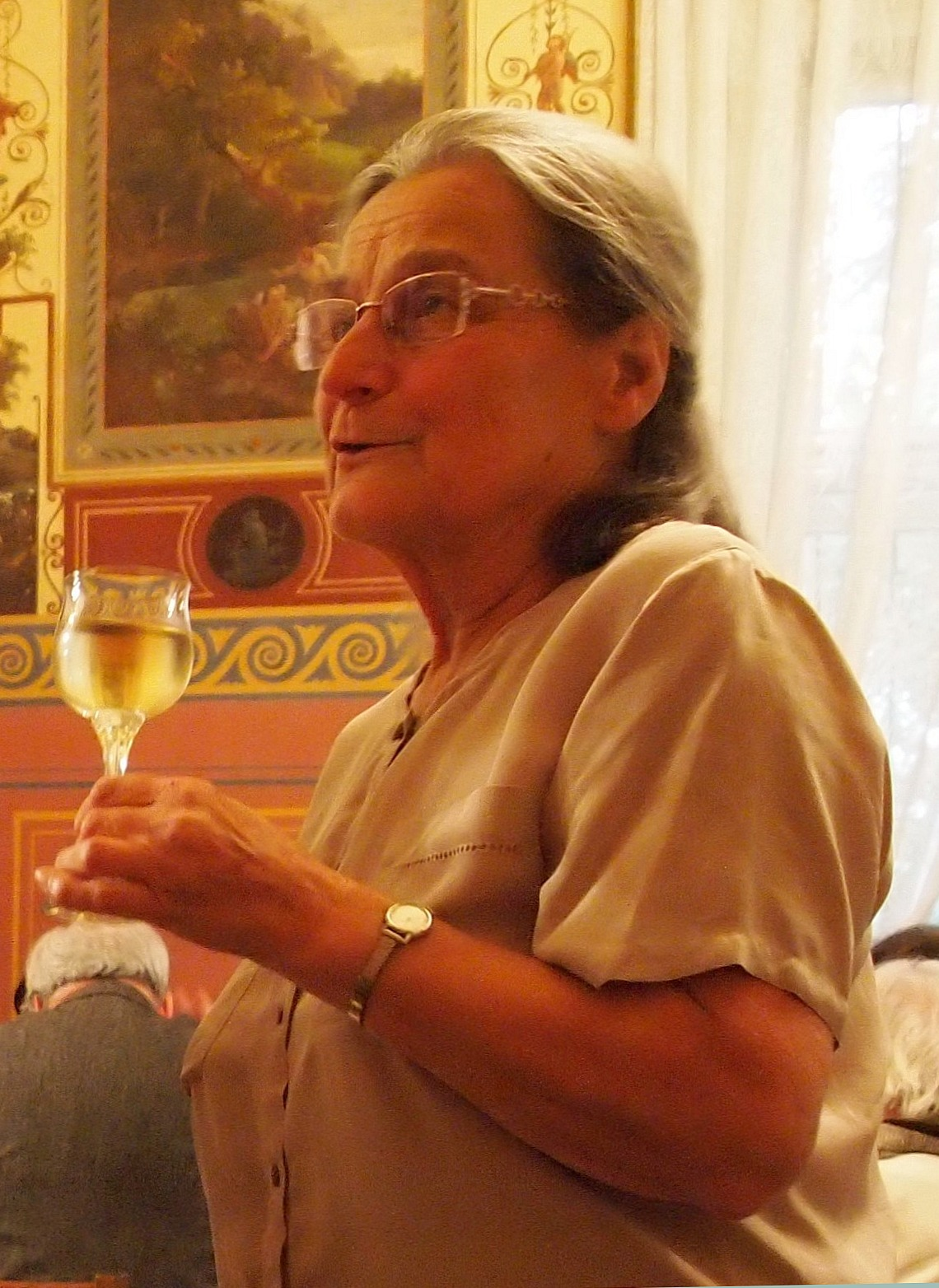
Zdeňka Hledíková (* 1938)

- 1935: Egon Franke, polnischer Fechter
- 1935: Arthur Hannemann, deutscher Leichtathlet
- 1935: Zbigniew Rudziński, polnischer Komponist
- 1936: Jean-Pierre Hanrioud, französischer Automobilrennfahrer
- 1936: Philip Kaufman, US-amerikanischer Regisseur
- 1936: Hans Zehetmair, deutscher Politiker, MdL, Landesminister
- 1937: Xhevat Lloshi, albanischer Sprachwissenschaftler
- 1938: Isabelle Aboulker, französische Komponistin, Musikpädagogin und Hochschullehrerin
- 1938: Eugenio Fascetti, italienischer Fußballspieler und -trainer
- 1938: Zdeňka Hledíková, tschechische Historikerin, Mediävistin, Archivarin, Kodikologin und Paläographin
- 1940: Adolf Fehr, liechtensteinischer Skirennläufer
- 1940: Pelé, brasilianischer Fußballspieler
- 1941: Anđelka Bego-Šimunić, bosnische Komponistin
- 1941: Jürgen Egert, deutscher Politiker, MdL, MdB
- 1941: Lawrence Foster, US-amerikanischer Dirigent
- 1941: Knut Hinz, deutscher Schauspieler
- 1941: Herbert Lübking, deutscher Feld- und Hallenhandballspieler
- 1941: René Metge, französischer Automobilrennfahrer
- 1942: Michael Crichton, US-amerikanischer Schriftsteller
- 1943: Jorge Arbeleche, uruguayischer Schriftsteller, Essayist und Dozent
- 1944: Inge Utzt, deutsche Kommunalpolitikerin
- 1945: Hugh Fraser, britischer Schauspieler
- 1945: Michel Vautrot, französischer Fußballschiedsrichter
- 1945: Rodja Weigand, deutscher Autor und Herausgeber
- 1946ː Agnes Buen Garnås, norwegische Folksängerin
- 1947: Abd al-Aziz ar-Rantisi, Führer der palästinensischen Hamas
- 1947: Kazimierz Deyna, polnischer Fußballspieler
- 1947: Greg Ridley, britischer Musiker
- 1948: Karl Aiginger, österreichischer Wirtschaftsforscher
- 1948: Gordon Gottlieb, US-amerikanischer Perkussionist
- 1948: Jay Gottlieb, US-amerikanischer Pianist
- 1948: Winfried Hübner, deutscher Schauspieler
- 1948: Gerhald Müll, deutscher Eishockeyspieler
- 1948: Feisal Abdul Rauf, ägyptisch-amerikanischer Imam
- 1949: Hans Ager, österreichischer Politiker
- 1949: Tristan Honsinger, US-amerikanischer Cellist
- 1950: Fidèle Agbatchi, beninischer Erzbischof
- 1950: Guy Bleus, belgischer Künstler
- 1950: Lothar Doering, deutscher Handballspieler und -trainer
- 1950: Wiesław Hartman, polnischer Springreiter
- 1950: Harry Sacksioni, niederländischer Musiker und Komponist

#### 1951–1975

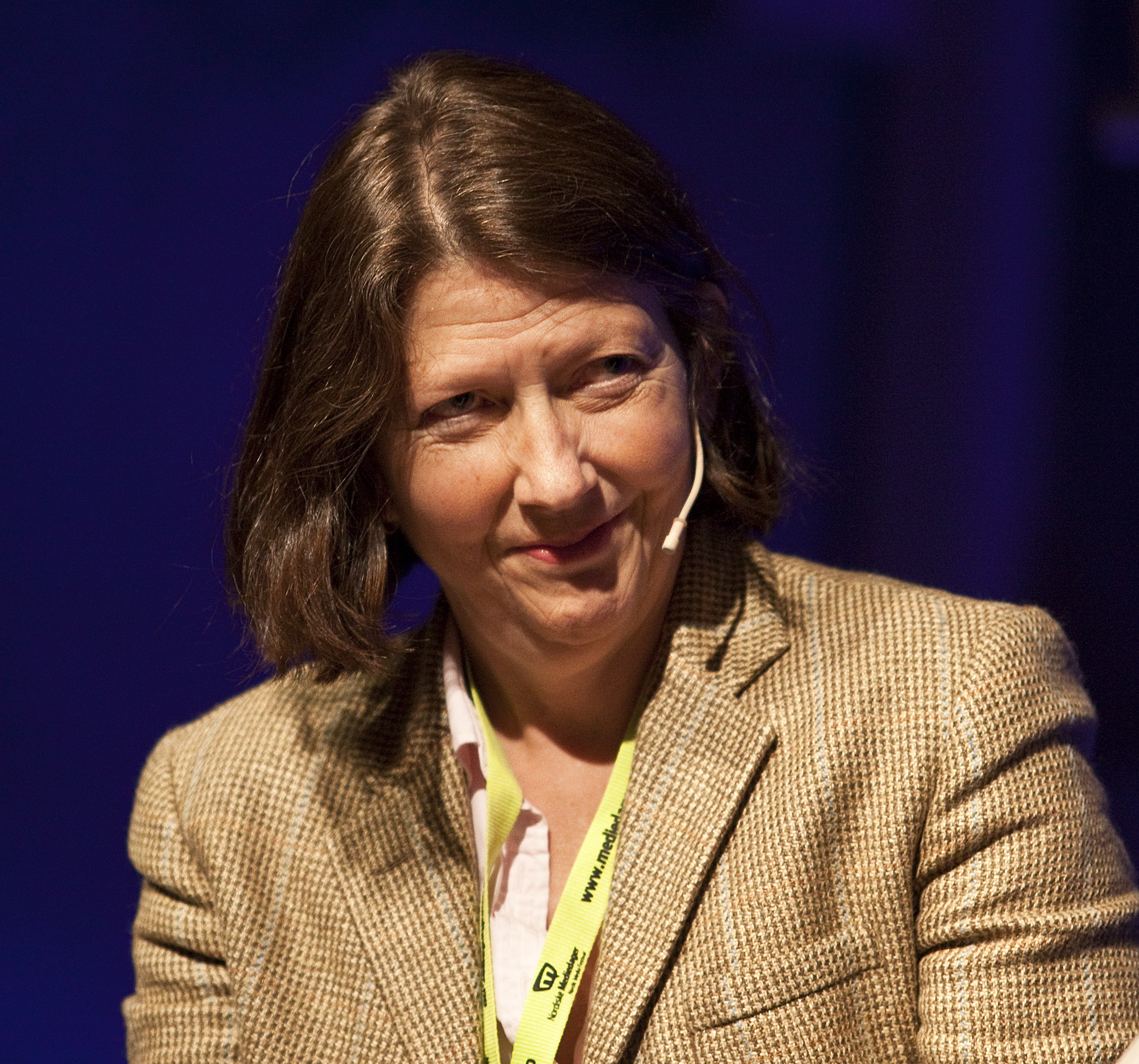
Guri Hjeltnes (* 1953)
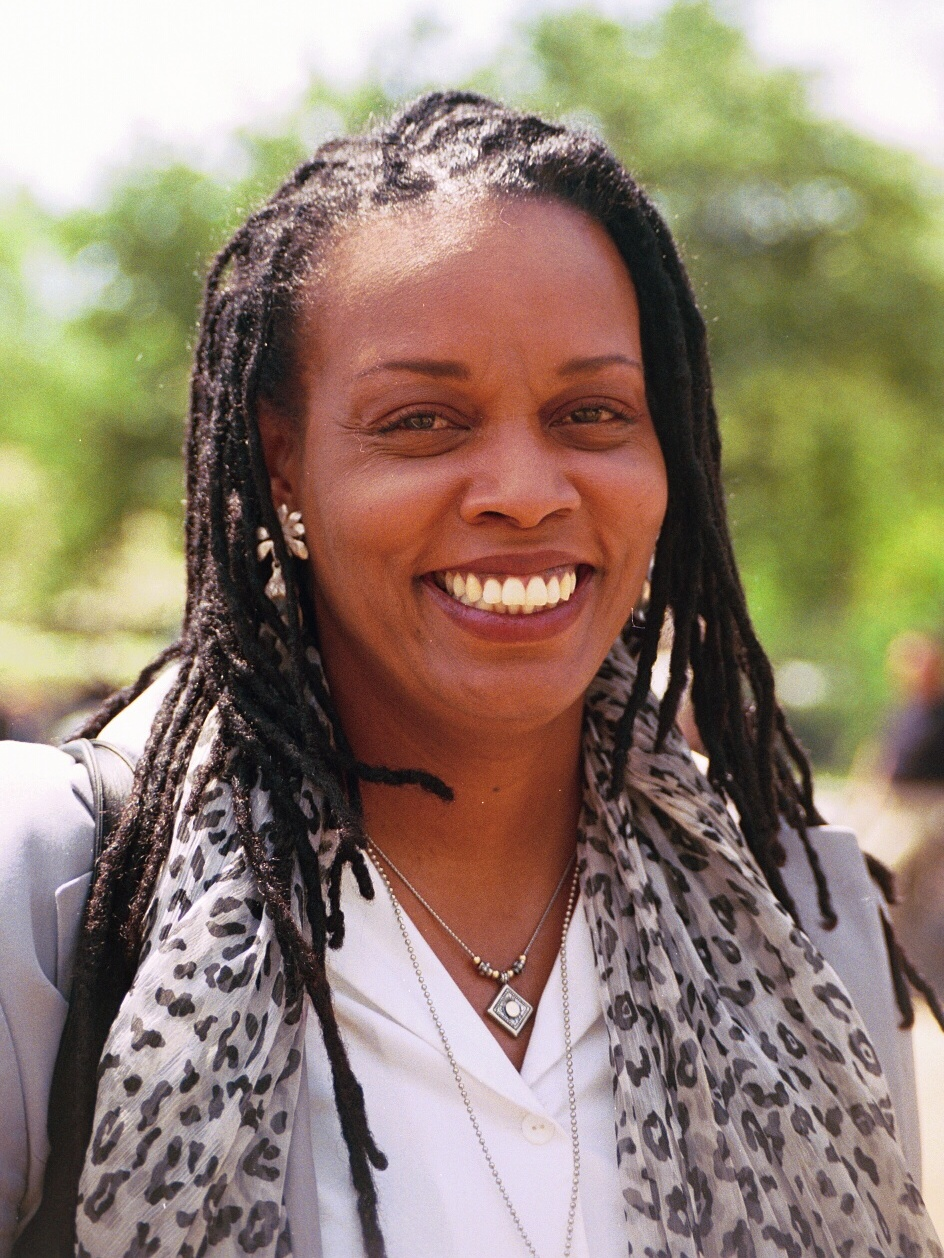
Dianne Reeves (* 1956)
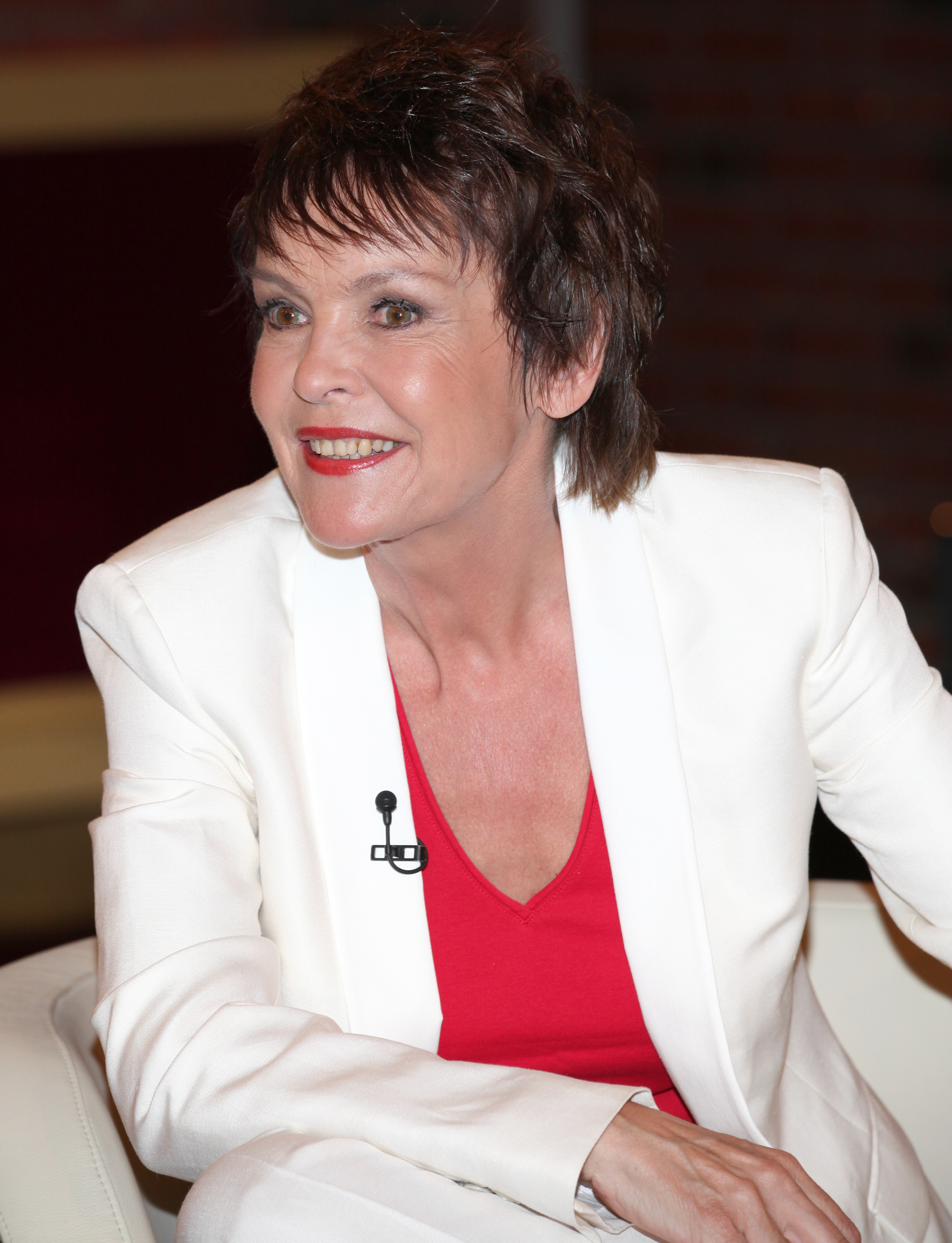
Katrin Sass (* 1956)
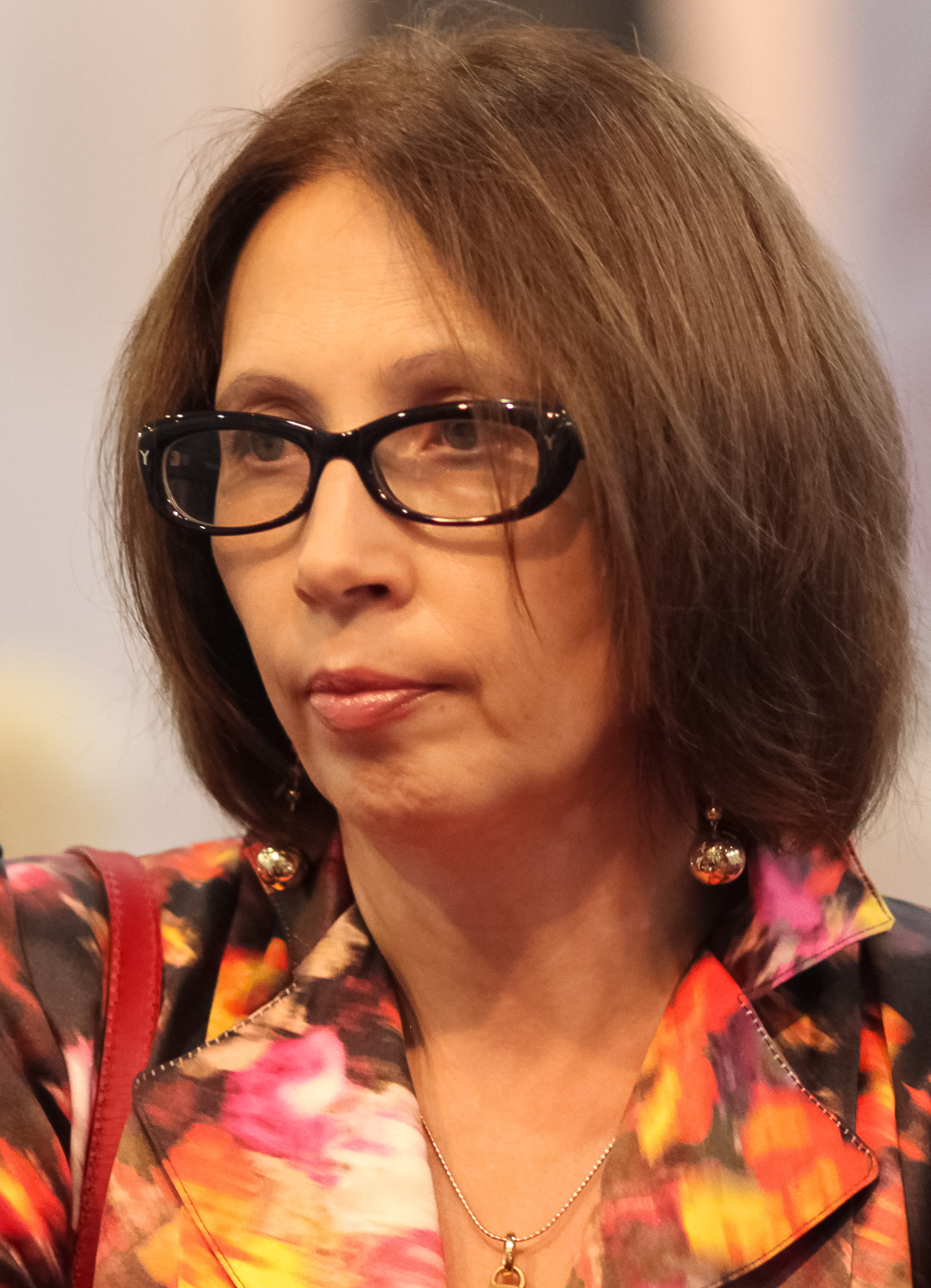
Olga Slawnikowa (* 1957)
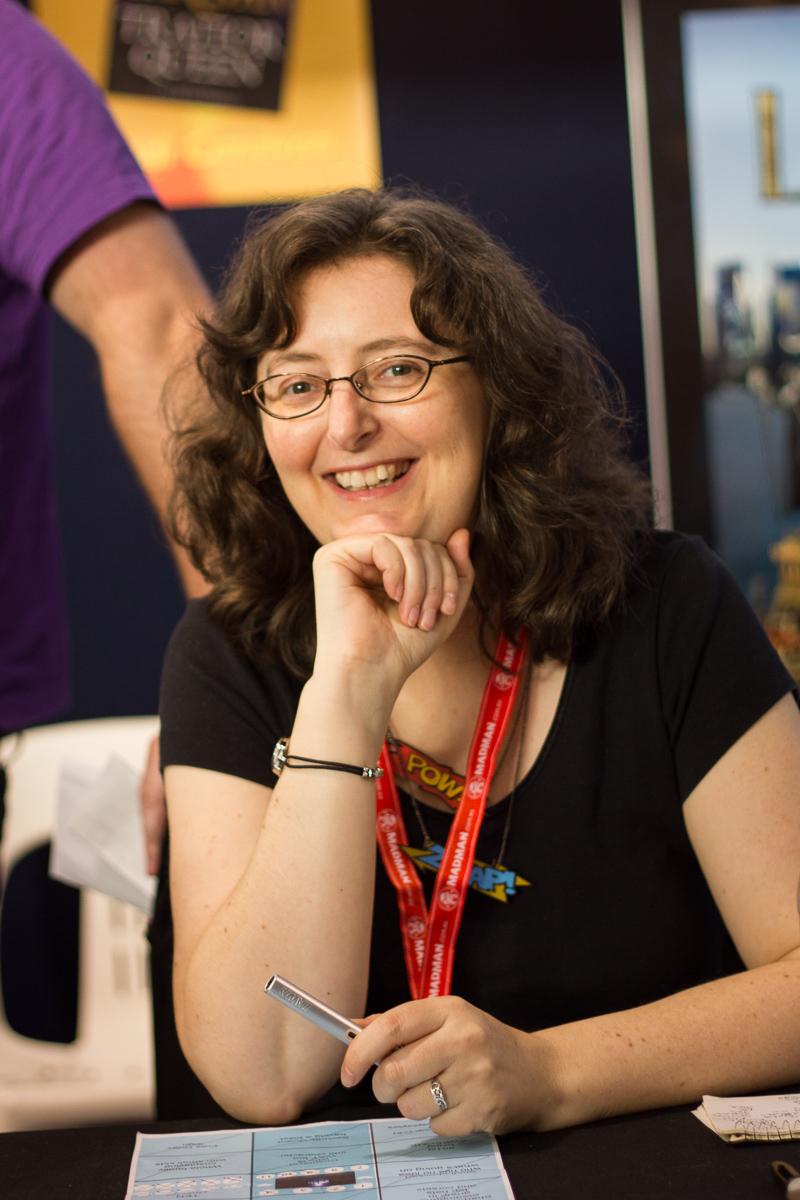
Trudi Canavan (* 1969)

- 1951: Mauricio Pergelier, chilenischer Organist
- 1951: Ingo Peter, deutscher Fußballspieler und -trainer
- 1951: Fatmir Sejdiu, kosovarischer Staatspräsident
- 1952: Pierre Moerlen, französischer Schlagzeuger und Komponist
- 1952: Bengt Nilsson, schwedischer Radrennfahrer
- 1953: Taner Akçam, türkischer Historiker, Soziologe und Autor
- 1953: Marek Chołoniewski, polnischer Komponist, Musikveranstalter und -pädagoge
- 1953: Guri Hjeltnes, norwegische Journalistin und Historikerin
- 1953: Jang Se-hong, nordkoreanischer Ringer
- 1954: Nick Hayek, Schweizer Unternehmer
- 1954: Ang Lee, taiwanischer Regisseur
- 1954: Uli Stein, deutscher Fußballtorhüter
- 1955: Dominique Mentha, Schweizer Sänger, Theaterregisseur und -intendant
- 1955: Setsuko Shinoda, japanische Schriftstellerin
- 1956: Dianne Reeves, US-amerikanische Jazzsängerin und Songautorin
- 1956: Katrin Saß, deutsche Schauspielerin
- 1956: Dwight Yoakam, US-amerikanischer Country-Sänger
- 1957: Beat Breu, Schweizer Radrennfahrer
- 1957: Martin Luther King III, US-amerikanischer Menschenrechtsaktivist
- 1957: Olga Alexandrowna Slawnikowa, russische Journalistin und Schriftstellerin
- 1958: Élisabeth Charlaix, französische Physikerin
- 1958: Rose Nabinger, deutsche Jazzsängerin
- 1958: Frank Schaffer, deutscher Leichtathlet, Olympiamedaillengewinner
- 1959: Svein Dag Hauge, norwegischer Gitarrist, Songwriter und Musikproduzent
- 1959: Sam Raimi, US-amerikanischer Produzent und Filmregisseur
- 1959: Weird Al Yankovic, US-amerikanischer Musiker, Parodist und Akkordeon-Spieler
- 1960: Max Patrick Adenauer, deutscher Unternehmer
- 1961: David Kitay, US-amerikanischer Filmkomponist
- 1960: Mirwais, französischer Musiker und Musikproduzent
- 1960: Randy Pausch, US-amerikanischer Professor für Informatik
- 1960: Wayne Rainey, US-amerikanischer Motorradrennfahrer
- 1960: Erich Rinner, österreichischer Solotrompeter
- 1961: Gabriela Amgarten, Schweizer Fernsehmoderatorin und Redaktorin
- 1961: Andoni Zubizarreta, spanischer Fußballspieler
- 1962: Stefano Colantuono, italienischer Fußballspieler und -trainer
- 1962: Beatie Edney, britische Schauspielerin
- 1962: Severin Moser, Schweizer Versicherungsmanager, Präsident des Arbeitgeberverbands
- 1963: Janet Conrad, US-amerikanische Physikerin
- 1963: Ulrich Ritter, deutscher Maskenbildner
- 1964: Victor Sifton, kanadischer Automobilrennfahrer
- 1964: Robert Trujillo, US-amerikanischer E-Bassist (Metallica)
- 1964: Franziska Matthus, deutsche Schauspielerin
- 1966: Marianne Cathomen, Schweizer Sängerin
- 1966: Skúli Sverrisson, isländischer Jazzbassist
- 1966: Baklai Temengil, palauische Politikerin und Sportfunktionärin
- 1966: Alessandro Zanardi, italienischer Automobilrennfahrer und Handbiker
- 1968: Gesine Cukrowski, deutsche Schauspielerin
- 1968: Alexander Schmidt, deutscher Fußballtrainer
- 1969: Dolly Buster, tschechische Schauspielerin und Pornofilmproduzentin
- 1969: Trudi Canavan, australische Schriftstellerin
- 1969: Bill O’Brien, US-amerikanischer American-Football-Trainer
- 1969: Christian Schwarzer, deutscher Handballspieler
- 1970: Kathrin Blacha, deutsche Handballspielerin
- 1970: Jasmin St. Claire, US-amerikanische Wrestlerin, Fotomodell und Pornodarstellerin
- 1971: Bohuslav Sobotka, tschechischer Politiker, stellvertretender Regierungschef und Finanzminister
- 1972: Tiffeny Milbrett, US-amerikanische Fußballspielerin
- 1973: Robert Saeed Jarjis, irakischer Geistlicher
- 1974: María Abel, spanische Langstreckenläuferin
- 1974: Aravind Adiga, indischer Journalist und Schriftsteller
- 1974: Derek Landy, irischer Schriftsteller und Drehbuchautor
- 1975: Eugen Schmidt, deutscher Politiker, MdB

#### 1976–2000

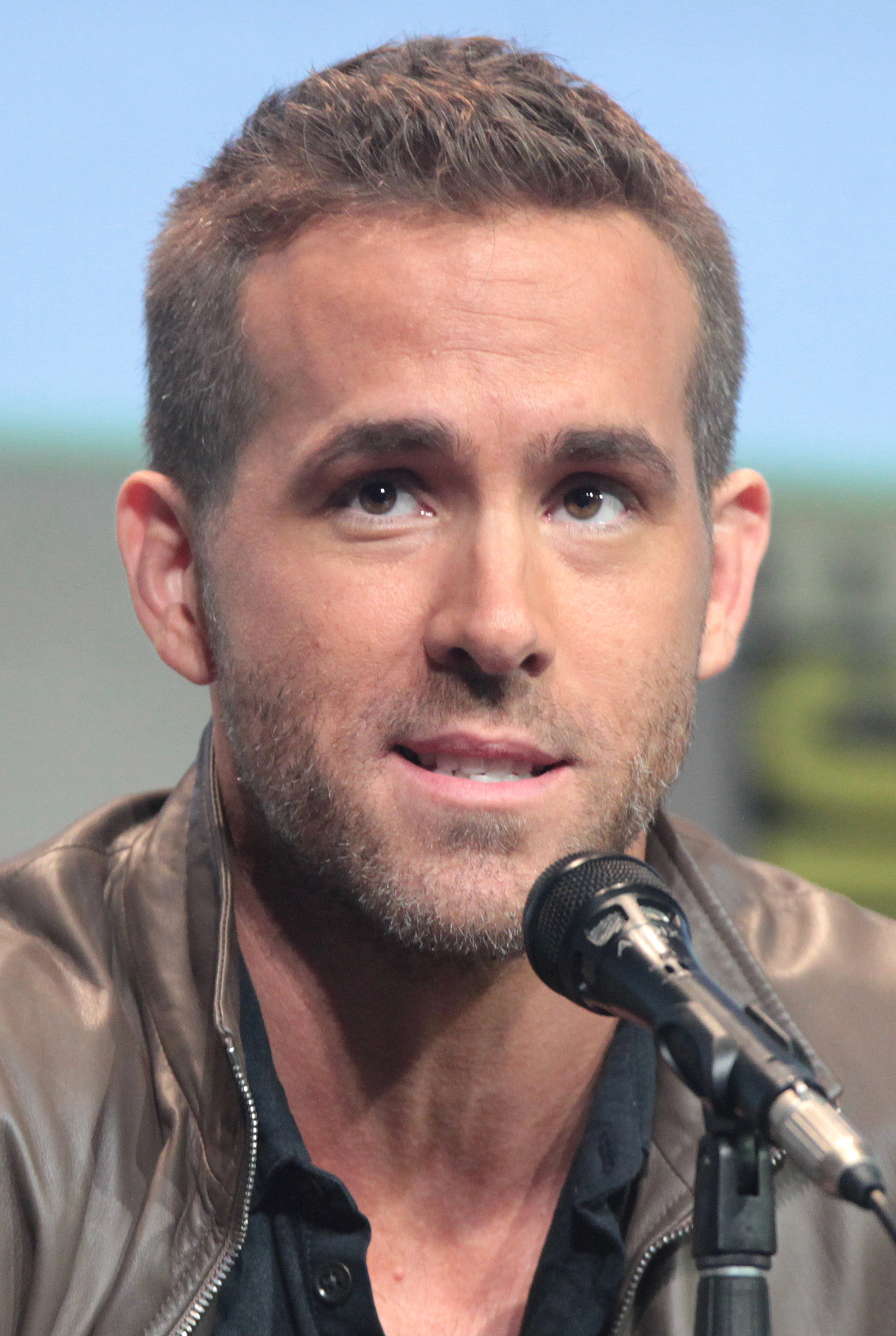
Ryan Reynolds (* 1976)

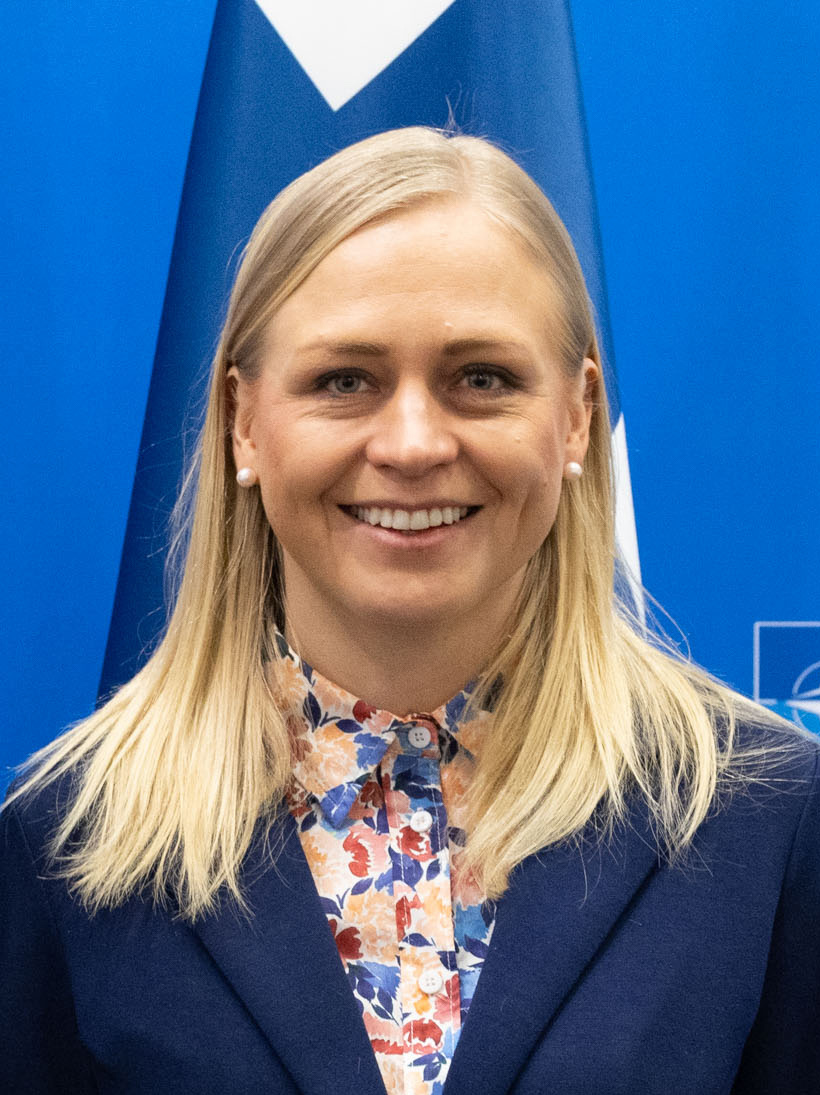
Elina Valtonen (* 1981)

- 1976: Ryan Reynolds, kanadischer Schauspieler
- 1976: Karsten Schäfer, deutscher Handballspieler und -trainer, Sportwissenschaftler
- 1979: Ferdinand Feldhofer, österreichischer Fußballspieler
- 1979: Vanessa Petruo, deutsche Pop-Sängerin
- 1979: Prinz Pi, deutscher Rapper
- 1980: Jesper Brian Nøddesbo, dänischer Handballspieler
- 1981: Olivier Occéan, kanadischer Fußballspieler
- 1981: Elina Valtonen, finnische Politikerin
- 1982: Aleksandar Luković, serbischer Fußballspieler
- 1983: Valentin Demjanenko, aserbaidschanisch-ukrainischer Kanute

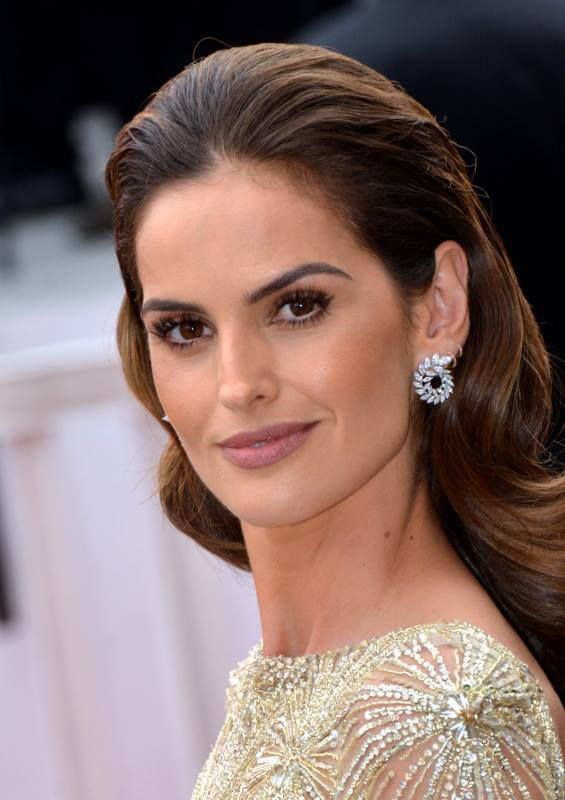
Izabel Goulart (* 1984)

- 1984: Izabel Goulart, brasilianisches Model
- 1984: Michael Köhler, deutscher Handballspieler
- 1985: Mohammed Abdellaoue, norwegischer Fußballspieler
- 1985: Svenja Huber, deutsche Handballspielerin
- 1986: Emilia Clarke, britische Schauspielerin
- 1986: Jovanka Radičević, montenegrinische Handballspielerin
- 1986: Jessica Stroup, US-amerikanische Schauspielerin
- 1987: Arnór Þór Gunnarsson, isländischer Handballspieler
- 1988: Nicolaj Moesgaard Agger, dänischer Fußballspieler
- 1988: Dani Clos, spanischer Automobilrennfahrer
- 1988: Carolin Schiewe, deutsche Fußballspielerin
- 1988: Franziska Alber, deutsche Schauspielerin
- 1988: Elsie Uwamahoro, burundische Schwimmerin
- 1988: Florian Büchler, deutscher Fußballspieler
- 1988: Raphaël Joly, niederländischer Eishockeyspieler
- 1988: Jordan Crawford, US-amerikanischer Basketballspieler
- 1989: Franz Anton, deutscher Kanute
- 1989: Michelle Wiki, Schweizer Unihockeyspielerin
- 1990: Matt Angel, US-amerikanischer Schauspieler
- 1990: Paradise Oskar, finnischer Singer-Songwriter
- 1991: Emil Forsberg, schwedischer Fußballspieler
- 1992: Thomas Kaminski, belgischer Fußballtorwart
- 1992: Álvaro Morata, spanischer Fußballspieler
- 1993: Taylor Spreitler, US-amerikanische Schauspielerin
- 1994: Margaret Qualley, US-amerikanische Schauspielerin
- 1994: Scott Tanser, englischer Fußballspieler
- 1995: Agnes Jebet Tirop, kenianische Langstreckenläuferin
- 1995: Ireland Baldwin, US-amerikanisches Model
- 1996: Miedya Mahmod, nichtbinäre deutsche Person, die Lyrik und Spoken-Word-Texte verfasst
- 1996: Ronaldo, brasilianischer Fußballspieler
- 1997: Apache 207, deutscher Rapper und Sänger
- 1998: Amandla Stenberg, US-amerikanische Schauspielerin
- 1999: Belle Delphine, britisches E-Girl, Model und Webvideoproduzentin
- 1999: Gijs Leemreize, niederländischer Radrennfahrer

### 21. Jahrhundert

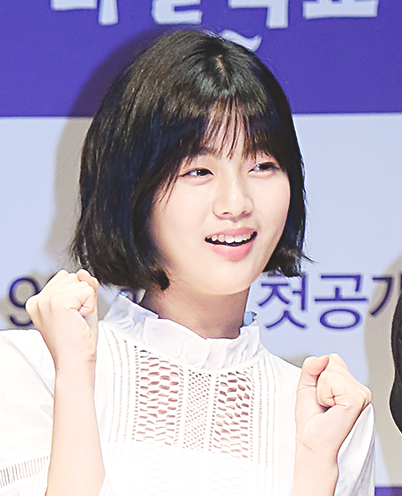
Shin Eun-soo (* 2002)

- 2001: David Schumacher, deutscher Automobilrennfahrer
- 2002: Owen Roelofs, niederländischer Dartspieler
- 2002: Shin Eun-soo, südkoreanische Schauspielerin

## Gestorben

### Vor dem 16. Jahrhundert

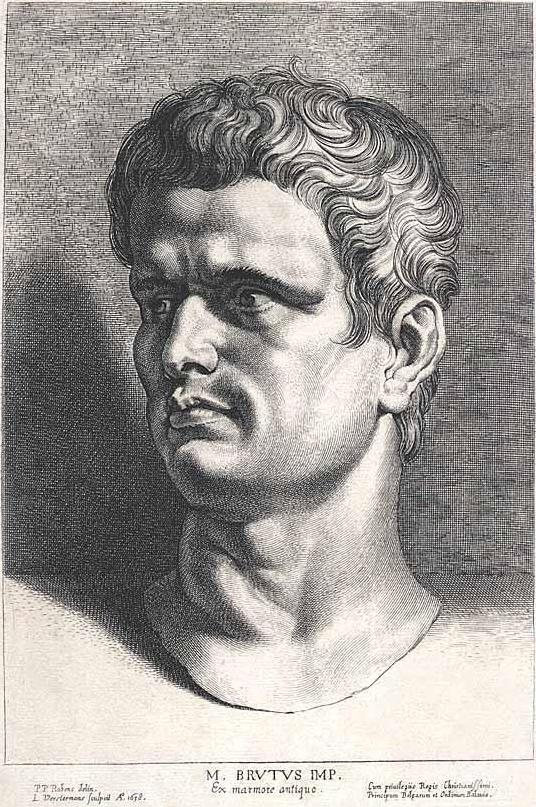
Marcus Iunius Brutus († 42 v. Chr.)

- 042 v. Chr.: Marcus Iunius Brutus, römischer Senator, einer der Mörder Caesars
- 0640: Romanus, Bischof von Rouen und Heiliger der römisch-katholischen Kirche
- 0877: Ignatios I., Patriarch von Konstantinopel
- 0902: Abū Ishāq Ibrāhīm II., Emir der Aghlabiden in Ifriqiya
- 0930: Daigo, Kaiser von Japan
- 0945: Hyejong, 2. König des Goryeo-Reiches in Korea
- 0949: Yōzei, japanischer Kaiser
- 1038: Abū Nuʿaim, arabischer Theologe und Hadith-Sammler
- 1095: Heinrich II., erster Pfalzgraf bei Rhein
- 1157: Sven III., König von Dänemark
- 1168: Máel Coluim, schottischer Adeliger
- 1169: Hillin von Fallemanien, deutscher Geistlicher, Erzbischof von Trier
- 1229: Heinrich von Köln, deutscher Prediger und Dominikanerprior
- 1249: Johannes Bonus, italienischer Einsiedler
- 1307: Otto von Rietberg, deutscher Geistlicher, Bischof von Paderborn
- 1349: Nikolaus von Lyra, französischer Theologe
- 1354: Ulrich V. von Pfannberg, Vogt von Obernburg, Marschall von Österreich und Hauptmann in Kärnten
- 1425: Jordan Pleskow, Bürgermeister von Lübeck
- 1456: Johannes Capistranus, italienischer Wanderprediger
- 1468: Bianca Maria Visconti, Herzogin von Mailand
- 1497: Johannes Martini, franko-flämischer Sänger und Komponist
- 1497: Anna, Äbtissin des Damenstifts Buchau

### 16. bis 18. Jahrhundert
- 1540: Stephan Kempe, lutherischer Theologe und Reformator
- 1542: Johannes Zwick, deutscher Theologe, Jurist, Reformator und Kirchenliederdichter
- 1546: Peter Flötner, deutscher Baumeister, Bildhauer, Gold- und Silberschmied, Grafiker, Medailleur und Bildschnitzer
- 1550: Tiedemann Giese, Bischof von Kulm und Bischof von Ermland
- 1590: Bernardino de Sahagún, spanischer Franziskaner und Ethnologe
- 1595: Luigi Gonzaga, Herzog von Nevers und Herzog von Rethel
- 1614: Pancraz Krüger, deutscher Humanist und Pädagoge
- 1616: Richard Hakluyt, englischer Geograph und Schriftsteller
- 1616: Leonhard Hutter, deutscher Theologe
- 1618: Georg Stobäus von Palmburg, Bischof von Lavant
- 1628: Wilhelm Rinck von Baldenstein, Bischof von Basel
- 1632: Giovanni Battista Crespi, italienischer Maler, Bildhauer und Architekt
- 1635: Wilhelm Schickard, deutscher Astronom und Mathematiker
- 1638: Johann Ernst, Herzog von Sachsen-Eisenach
- 1656: Erik Axelsson Oxenstierna, schwedischer Staatsmann und Reichskanzler
- 1668: Giovanni Rovetta, venezianischer Komponist und Sänger
- 1692: Alexander von Spaen, kurbrandenburgischer Generalfeldmarschall
- 1703: Hannah Twynnoy, englische Bardame, von einem Tiger getötet
- 1714: Philip Wilhelm von Hornick, österreichischer Nationalökonom, Merkantilist und Kameralist
- 1718: Johann Caspar Posner, deutscher Physiker und Rhetoriker
- 1721: Samuel Frisching, Schultheiss der Stadt und Republik Bern
- 1733: Francisco Fernández de la Cueva Enríquez, spanischer Kolonialverwalter und Vizekönig von Neuspanien
- 1745: Johann Alexander Döderlein, Weißenburger Gelehrter
- 1764: Pierre-Charles Roy, französischer Librettist
- 1769: François de Roches, Schweizer evangelischer Geistlicher und Hochschullehrer
- 1779: Franz Fridolin Weber, deutscher Bassist, Souffleur und Notenkopist
- 1782: Joseph Riepel, deutscher Musiktheoretiker, Violinist und Komponist
- 1787: Pasquale Cafaro, italienischer Komponist
- 1799: József Graf Batthyány, ungarischer Prälat
- 1799: William Paca, Delegierter von Maryland im Kontinentalkongress

### 19. Jahrhundert
- 1801: Johann Gottlieb Naumann, deutscher Komponist
- 1803: Edmund Pendleton, Delegierter für Virginia im Kontinentalkongress
- 1811: Leonard Meister, Schweizer Lehrer, Politiker und evangelischer Geistlicher
- 1823: Marcos Coelho Neto, brasilianischer Komponist
- 1836: Heinrich Behrmann, deutsch-dänischer Pädagoge, Sachbuchautor und Privatgelehrter
- 1841: Leonid von Optina, Mönch, Seelsorger und Heiliger der russisch-orthodoxen Kirche
- 1842: Wilhelm Gesenius, deutscher Theologe und Historiker
- 1849: Franz Brunsvik, ungarischer Adliger, Violoncellist und Theaterunternehmer
- 1850: Karl Christoph Schmieder, deutscher Wissenschaftshistoriker, Gymnasialprofessor und Autor
- 1855: François André Michaux, französischer Botaniker
- 1857: Friedrich Kammerer, deutscher Ingenieur, Erfinder und Konstrukteur
- 1861: Jorge Córdova, bolivianischer Offizier und Politiker, Staatspräsident
- 1861: José María Linares, bolivianischer Politiker, Staatspräsident
- 1867: Franz Bopp, deutscher Sprachwissenschaftler und Sanskritforscher
- 1869: Edward Geoffrey Smith Stanley, 14. Earl of Derby, britischer Politiker, mehrfacher Premierminister
- 1871: Guillaume de Felice, Schweizer evangelischer Geistlicher und Hochschullehrer
- 1872: Théophile Gautier, französischer Schriftsteller
- 1874: Abraham Geiger, Angehöriger der jüdischen Reformbewegung
- 1884: Heinrich Schaper, deutscher Orgelbauer
- 1888: Robert Justus Kleberg, deutsch-US-amerikanischer Farmer, Soldat und Beamter
- 1892: Emin Pascha, deutscher Militärarzt, Afrikareisender und Kolonialpolitiker
- 1896: Columbus Delano, US-amerikanischer Politiker, Mitglied des Repräsentantenhauses, Minister

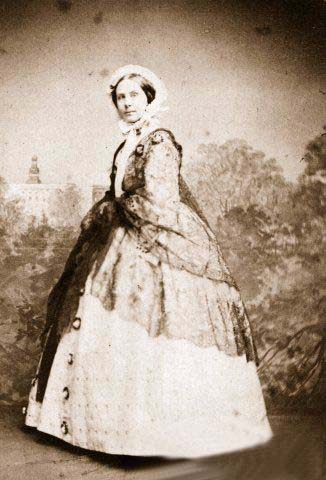
Agnes von Anhalt-Dessau († 1897)

- 1897: Friederike Amalie Agnes, Prinzessin von Anhalt-Dessau und Herzogin von Sachsen-Altenburg

### 20. Jahrhundert

#### 1901–1950
- 1901: Georg von Siemens, deutscher Bankier
- 1903: August Nagel, deutscher Professor für Geodäsie
- 1904: Jean-Edouard Barde, Schweizer evangelischer Geistlicher und Hochschullehrer
- 1910: Chulalongkorn, König von Siam
- 1910: Ferdinand Lachner, tschechischer Geiger und Musikpädagoge
- 1914: Siegfried Sudhaus, deutscher Altphilologe und Papyrologe
- 1916: Otto Bauer, Politiker, Bürgermeister mehrerer Städte
- 1924: Arthur Osann, deutscher Jurist und Politiker, MdR
- 1926: Satyro Bilhar, brasilianischer Sänger, Gitarrist und Komponist
- 1928: François-Alphonse Aulard, französischer Historiker

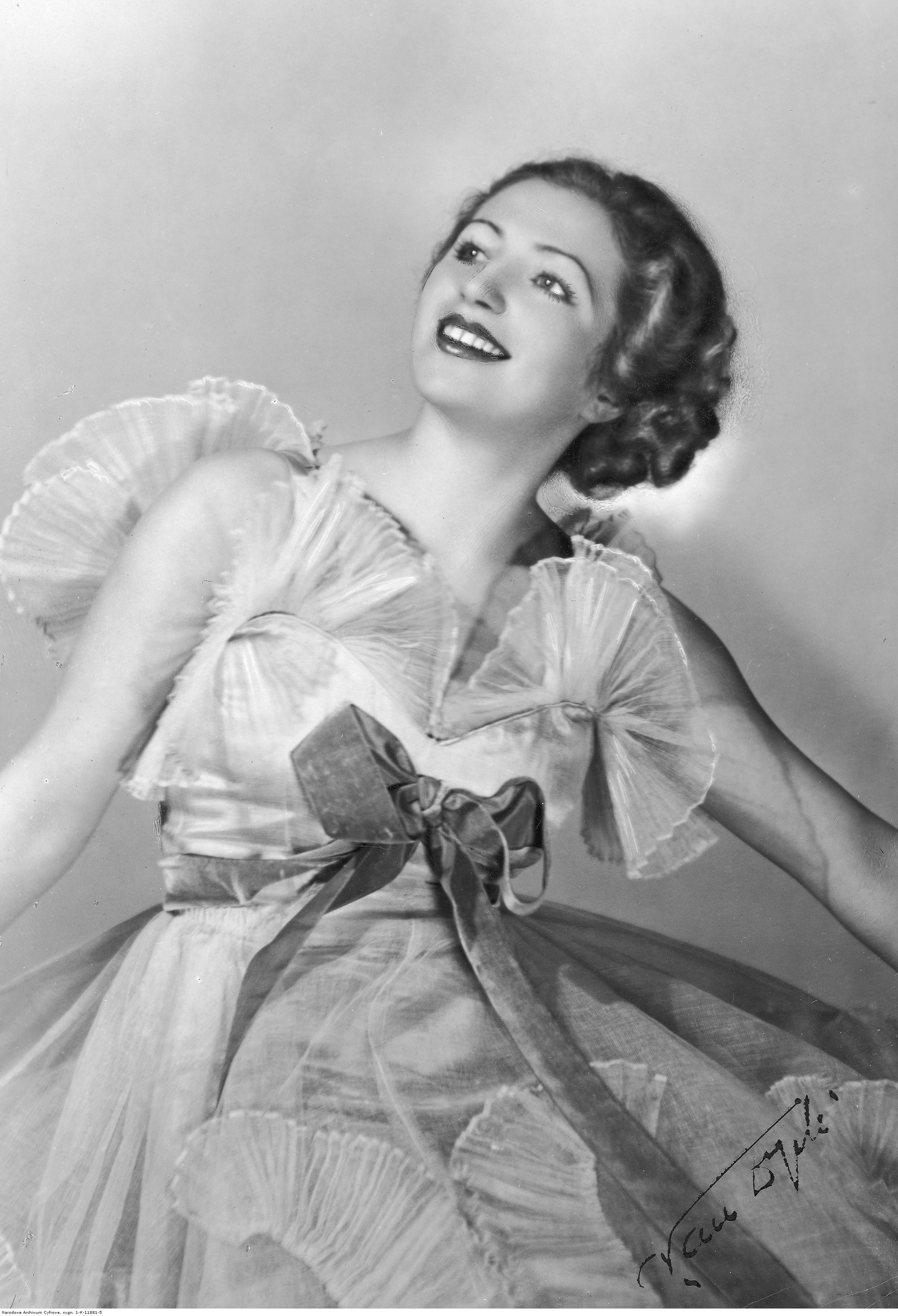
Franciszka Mann († 1943)

- 1930: Giuseppe Aiello, italo-US-amerikanischer Mobster
- 1930: Vicente Casanova y Marzol, spanischer römisch-katholischer Erzbischof von Granada und Kardinal
- 1933: William N. Doak, US-amerikanischer Politiker
- 1935: Johannes Eduard Franz Bölsche, deutscher Musiker und Komponist
- 1935: Charles Demuth, US-amerikanischer Maler
- 1939: Zane Grey, US-amerikanischer Schriftsteller
- 1940: Ignacio Antinori, italo-amerikanischer Mobster
- 1940: Max Askanazy, Schweizer Pathologe und Onkologe
- 1940: George B. Cortelyou, US-amerikanischer Politiker
- 1943ː Franciszka Mann, polnische Tänzerin und Opfer der Shoah
- 1944: Charles Glover Barkla, britischer Physiker, Nobelpreisträger
- 1944: Hana Brady, tschechoslowakisches jüdisches Opfer des NS-Regimes
- 1944: Krystana Iwanowa Janewa, bulgarische Widerstandskämpferin
- 1946: Kurt Daluege, deutscher SS-Oberst-Gruppenführer, Chef der Ordnungspolizei und Kriegsverbrecher
- 1947: Franz Josef Koch, deutscher Lehrer und Autor
- 1948: Carl Bailey, US-amerikanischer Politiker
- 1948: Eugeniusz Morawski-Dąbrowa, polnischer Komponist
- 1950: Al Jolson, US-amerikanischer Sänger und Schauspieler
- 1950: Margaret Watts, britische Schriftstellerin und Schwester von Agatha Christie

#### 1951–2000
- 1951: Fritz Tarnow, deutscher Gewerkschafter und Reichstagsabgeordneter
- 1958: Erich Köhler, deutscher Politiker, MdL, MdB, Bundestagspräsident
- 1962: Henry D. Hatfield, US-amerikanischer Politiker
- 1962: Jack Scales, britischer Automobilrennfahrer
- 1963: Nerses W. Akinian, armenischer Kirchenhistoriker, Philologe und Armenistiker
- 1964: Axel Ivers, deutscher Schauspieler, Theaterregisseur, Hörspielsprecher, Bühnenautor und Übersetzer
- 1967: Gottlieb Heinrich Heer, Schweizer Schriftsteller und Journalist
- 1967: Jindřich Jindřich, tschechischer Komponist, Pianist und Ethnograph
- 1968: Enrico Marone Cinzano, italienischer Unternehmer und Fußballfunktionär
- 1969: Robert Dussaut, französischer Komponist und Musiktheoretiker
- 1969: Mongi Slim, tunesischer Politiker
- 1971: Herbert Böhme, deutscher Lyriker, Schriftsteller und Publizist
- 1972: Dave Simmonds, britischer Motorradrennfahrer
- 1973: Ralph Mulford, US-amerikanischer Automobilrennfahrer und Unternehmer
- 1976: Vera Guilaroff, kanadische Pianistin und Komponistin
- 1978: Maybelle Carter, US-amerikanische Country-Sängerin und Komponistin
- 1978: Kate Diehn-Bitt, deutsche Malerin
- 1979: Carlo Abarth, italienischer Motorradrennfahrer und Unternehmer
- 1979: Antonio Kardinal Caggiano, argentinischer Geistlicher, Erzbischof von Buenos Aires
- 1980: Rudolf Donnerhack, deutscher Maler und Museumsdirektor
- 1981: Reginald Butler, britischer Bildhauer
- 1984: Josef Augstein, deutscher Jurist
- 1984: Oskar Werner, österreichischer Schauspieler
- 1985: Bernhard Bauknecht, deutscher Politiker, MdL, MdB
- 1985: Mario Prassinos, griechisch-französischer Maler
- 1986: Edward Adelbert Doisy, US-amerikanischer Biochemiker, Nobelpreisträger
- 1987: Karlfranz Schmidt-Wittmack, deutscher Politiker, MdB
- 1987: Alejandro Scopelli, argentinisch-italienischer Fußballspieler und -trainer
- 1988: Valter Åhlén, schwedischer Eishockeyspieler
- 1988: Tarō Asashio, japanischer Sumōringer
- 1988: Karl Augustin-Hartmann, schweizerischer Druckereiunternehmer und Verleger
- 1989: Henken Widengren, schwedischer Unternehmer und Automobilrennfahrer
- 1992: Ewa Bonacka, polnische Schauspielerin und Regisseurin
- 1992: Wilfried Haslauer sen., österreichischer Jurist und Politiker, Landeshauptmann von Salzburg
- 1994: Theodor Veiter, deutsch-österreichischer Völkerrechtler
- 1996: Harold Hughes, US-amerikanischer Politiker
- 1996: Alexander Kelly, schottischer Pianist und Musikpädagoge
- 1997: Pinchas Lapide, jüdischer Religionswissenschaftler und israelischer Diplomat
- 1998: Andrea Wolf, deutsche linksradikale Aktivistin
- 2000: Yokozuna, US-amerikanischer Wrestler

### 21. Jahrhundert

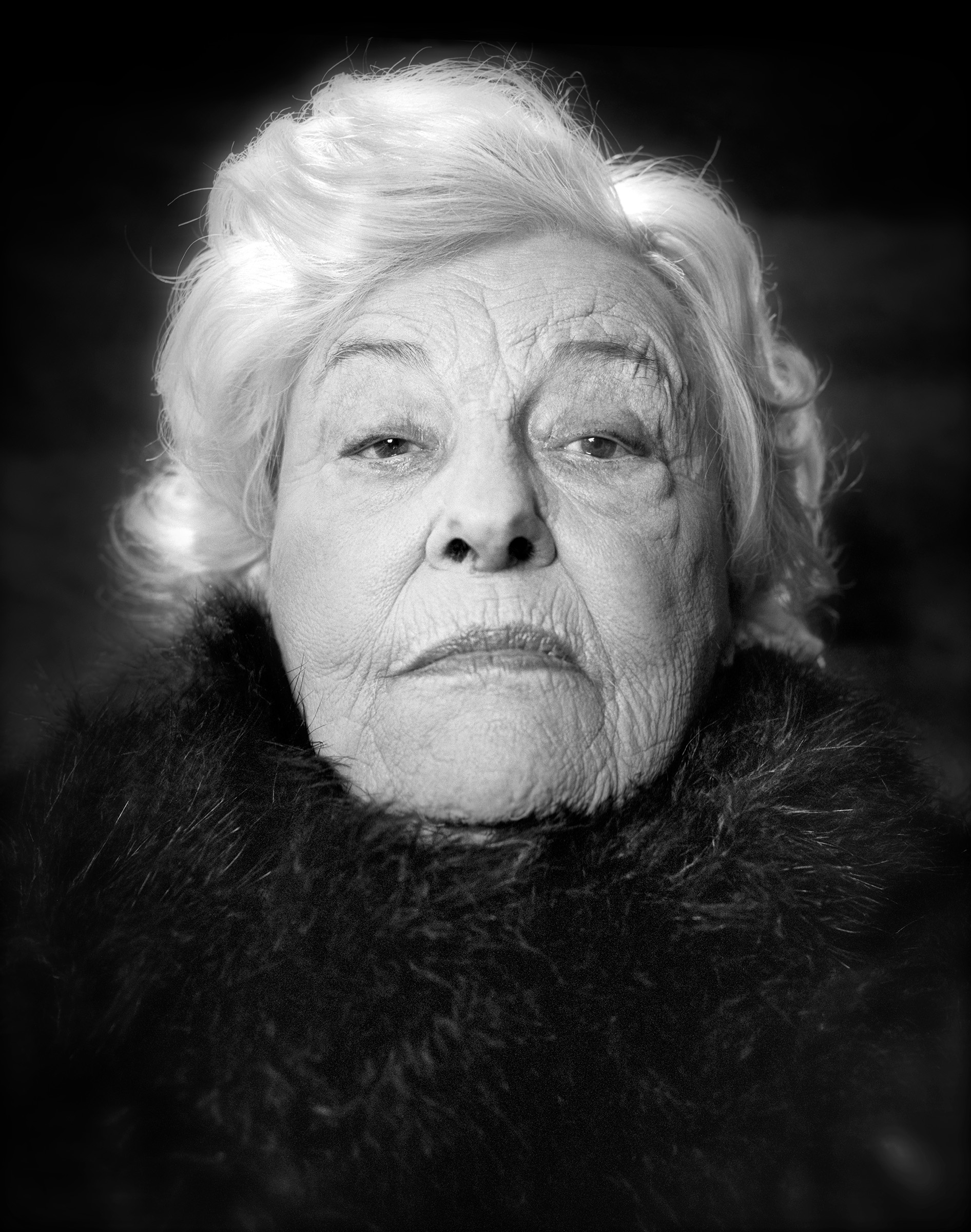
Marianne Hoppe († 2002)

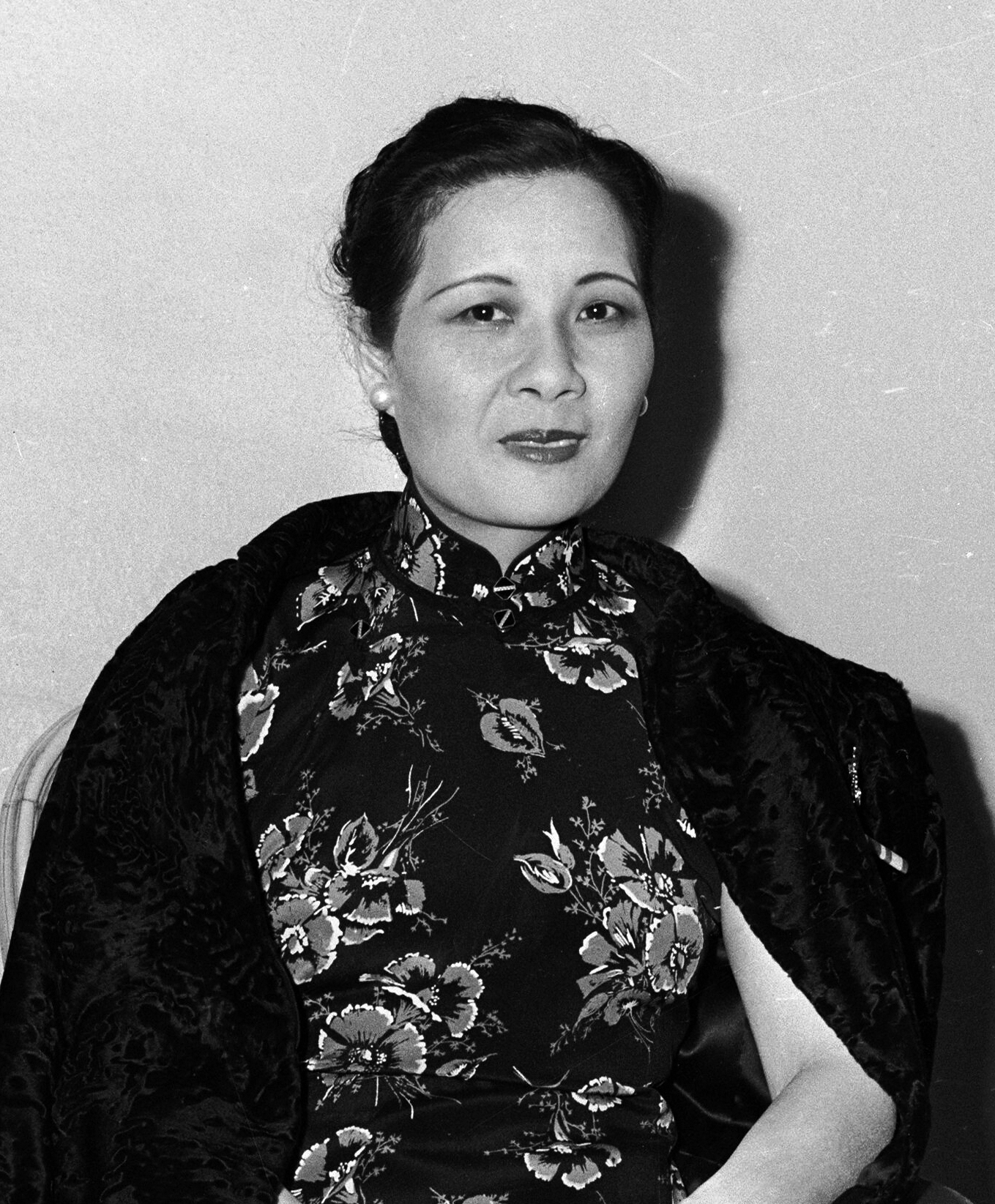
Song Meiling († 2003)

- 2001: Ken Aston, englischer Fußballschiedsrichter
- 2001: Gerd Mehl, deutscher Journalist
- 2002: Marianne Hoppe, deutsche Schauspielerin
- 2003: Lloyd Arthur Eshbach, US-amerikanischer Schriftsteller und Herausgeber
- 2003: Chiang Mei-Ling, chinesische Politikerin
- 2004: Christian Büttrich, deutscher Germanist und Bibliothekar
- 2004: Robert Merrill, US-amerikanischer Opernsänger
- 2004: Friedel Neuber, deutscher Bankier und Politiker
- 2004: Bill Nicholson, britischer Fußballtrainer
- 2004: George Silk, neuseeländischer Fotograf
- 2006: Kurt Anliker, Schweizer klassischer Philologe
- 2006: Egon Piechaczek, polnischer Fußballspieler und -trainer
- 2007: George L. Hersey, US-amerikanischer Kunst- und Architekturhistoriker
- 2007: David George Kendall, britischer Mathematiker
- 2008: Angelika Anders-von Ahlften, deutsche Biophysikerin
- 2008: Rolf Andresen, deutscher Sportfunktionär
- 2009: Ferdinand Dux, deutscher Schauspieler
- 2009: Walther Fürst, deutscher Jurist, Präsident des Bundesverwaltungsgerichts
- 2009: Richard Kittler, österreichischer Komponist
- 2011: Jean Marius Amadou, französischer Sänger und Humorist
- 2010: Vince Banonis, US-amerikanischer American-Football-Spieler
- 2011: John McCarthy, US-amerikanischer Logiker und Informatiker
- 2011: Marco Simoncelli, italienischer Motorradrennfahrer
- 2011: Karl Heinz Spilker, deutscher Politiker, MdB
- 2012: Wilhelm Brasse, polnischer Fotograf
- 2013: Anthony Caro, britischer Bildhauer
- 2014: Alvin Stardust, britischer Musiker
- 2016: Pete Burns, britischer Musiker
- 2016: Ricardo Lindo Fuentes, salvadorianischer Lyriker, Erzähler, Dramatiker und Essayist
- 2017: Walter Lassally, britischer Kameramann
- 2018: Laetitia Boehm, deutsche Historikerin
- 2020: Jerry Jeff Walker, US-amerikanischer Sänger
- 2021: Mick Allan, australischer Ruderer
- 2023: István Láng, ungarischer Komponist
- 2023: Lutz Riemann, deutscher Schauspieler
- 2024ː Mirjana Irosch, jugoslawisch-österreichische Sängerin
- 2024: Wolfram von Stauffenberg, deutscher Schauspieler, Hörspielsprecher und Boxer

## Feier- und Gedenktage
- Kirchliche Gedenktage
  - Hl. Jakobus der Gerechte, einer der Leiter der Jerusalemer Urgemeinde und Märtyrer (orthodox, armenisch, evangelisch: ELCA, LCMS)
  - Johannes Zwick, deutscher Pfarrer und Liederdichter (evangelisch)
  - Hl. Johannes Capistranus, italienischer Wanderprediger und Heerführer, Inquisitor und Schutzpatron (katholisch)
  - Hl. Severin von Köln, Bischof und Schutzpatron (katholisch)
  - Hl. Romanus (Rouen), französischer Bischof und Schutzpatron
- Namenstage
  - Johannes
- Staatliche Feier- und Gedenktage
  - Thailand: Chulalongkorn-Tag (Todestag von König Chulalongkorn 1910)
  - Ungarn: Ungarischer Volksaufstand (seit 1989)

Weitere Einträge enthält die Liste von Gedenk- und Aktionstagen.